# Taormine
Taormine (italien : Taormina, sicilien : Taurmina, du grec ancien : Ταυρομένιον / Tauroménion via le latin : Tauromenium) est une commune de la ville métropolitaine de Messine, dans la région Sicile, en Italie.

## Géographie

### Situation
Taormine est située sur la côte est de la Sicile, à peu près à mi-chemin entre Messine et Catane (50 km), au sud de la province de Messine.
Elle s’étend sur une terrasse du Mont Tauro à 200 m d’altitude, un des derniers sommets des monts Peloritani.
La ville est en balcon sur la mer face à l’Etna. La Calabre, distante d'environ 30 km, est visible par temps clair ainsi que la nuit.

## Histoire

### Période grecque
La légende dit que des marins grecs, passant sur la côte orientale de la Sicile, avaient oublié de sacrifier à Poséïdon. Celui-ci, en colère, fit chavirer leur embarcation. Le seul survivant, Théocle, parvint au Cap Schiso, non loin du site de Naxos (aujourd'hui Giardini-Naxos). Il retourna ensuite en Grèce pour narrer à ses compatriotes les merveilles de la Sicile. Certains, convaincus, décidèrent de venir s’y installer. Strabon évoque la plage appelée « Etable à fumier » jonchée de débris de bateaux victimes du Charybde,.
Taormine, entre les puissantes cités de Catane au Sud et de Messine au Nord, à proximité du continent, faisant face à la Grèce, occupait une position géographique clef. Cette situation a déterminé une grande part de son histoire. La ville actuelle ne se situe qu'à 5 km du site antique de Naxos, et on est certain que la cité romaine de Tauromenium (emplacement actuel de la ville) n'a pas existé avant la destruction de Naxos par Denys l'Ancien en 403 av. J.-C..
Les circonstances entourant sa fondation restent quelque peu confuses et incertaines. Les Sicules occupent le site, Denys l’Ancien également. Ce dernier, selon Diodore de Sicile, après avoir détruit Naxos, mit en exil les survivants et attribua le territoire de la ville aux Sicules qui, délaissant le site de la cité antique, s'établirent au Nord sur la colline du Taurus. Ils y construisirent tout d'abord un camp provisoire (en 396 av. J.-C.), puis érigèrent des murailles en pierre. Le camp devint alors une forteresse classique, et une nouvelle ville baptisée Tauroménion fut créée. Le lieu était toujours dans les mains des Sicules en 394 av. J.-C., tenant en échec Denys l'Ancien qui l'assiégea en vain pendant une grande partie de l'hiver -394. Même s'il avait réussi une fois, de nuit et par surprise, à se frayer un chemin à travers les murs, il fut repoussé en subissant de lourdes pertes. Cependant, dans le traité de paix conclu en 392 av. J.-C., il fut expressément stipulé que Tauroménion devait être assujettie à Denys, qui expulsa la plupart des Sicules qui s'étaient installés là, et qui y installa ses propres mercenaires.
Nous n'avons pas d'informations sur Tauroménion entre cette date et 358 av. J.-C., date à laquelle Diodore nous rapporte qu'Andromaque, père de l'historien Timée de Tauroménion, réussit à réunir ce qui restait des exilés de Naxos, disséminés à travers la Sicile, et à tous les installer à Tauroménion,. Contrairement à ses précédents témoignages, Diodore relate ici ces évènements comme s'il s'agissait d'une nouvelle fondation de la ville, voire comme la première fois qu'on donnait son nom à la cité. On ne sait pas exactement ce que sont devenus les anciens habitants. Cependant on peut considérer ce témoignage fiable dans les grandes lignes, et que c'est à cette date (358 av. J.-C.) que la ville de Tauroménion fut enfin considérée comme une cité grecque à part entière, prenant ainsi la place de Naxos même si elle n'en occupait pas le site, pouvant expliquer l'approximation de Pline l'Ancien affirmant que Tauromenium avait jadis été nommée Naxos.
Cette nouvelle implantation semble être devenue prospère rapidement. À l'époque de l'expédition de Timoléon en 345 av. J.-C., c'était vraisemblablement une ville importante. Ce fut le premier endroit en Sicile où ce chef mit pied à terre, réussissant à déjouer la vigilance des Carthaginois qui gardaient le détroit de Messine. La cité était encore sous la direction d'Andromachus, dont le gouvernement juste et équitable contrastait avec celle des tyrans et despotes des autres villes siciliennes (comme à Syracuse par exemple). Il accueillit chaleureusement Timoléon, et lui offrit repos et sécurité jusqu'à ce qu'il puisse mener à bien ses plans dans les autres régions de la Sicile. Contrairement aux autres tyrans et chefs qui furent chassés par Timoléon, il est certain qu'Andromachus conserva son statut de chef et son autorité, et ce jusqu'à sa mort.
Tauroménion est ensuite assez peu mentionnée dans les textes. Il est probable qu'elle passa sous l'autorité d'Agathocle de Syracuse, qui conduisit l'historien Timée à l'exil. Quelque temps après, la ville fut soumise par un tyran local du nom de Tyndarion, contemporain de Hicétas de Syracuse et de Phintias d'Agrigente (it). Tyndarion fut l'un de ceux qui invitèrent Pyrrhus Ier en Sicile (278 av. J.-C.). Lorsque le monarque (formidable général de guerre mais piètre homme politique) débarqua avec son armée à Tauroménion, Tyndarion le rejoignit avec toutes ses forces, le supportant dans sa marche sur Syracuse. Quelques années plus tard, on retrouve la trace de Tauroménion : elle est alors tombée sous la coupe de Hiéron de Syracuse, et elle a servi de bastion dans la guerre contre les Mamertins. 

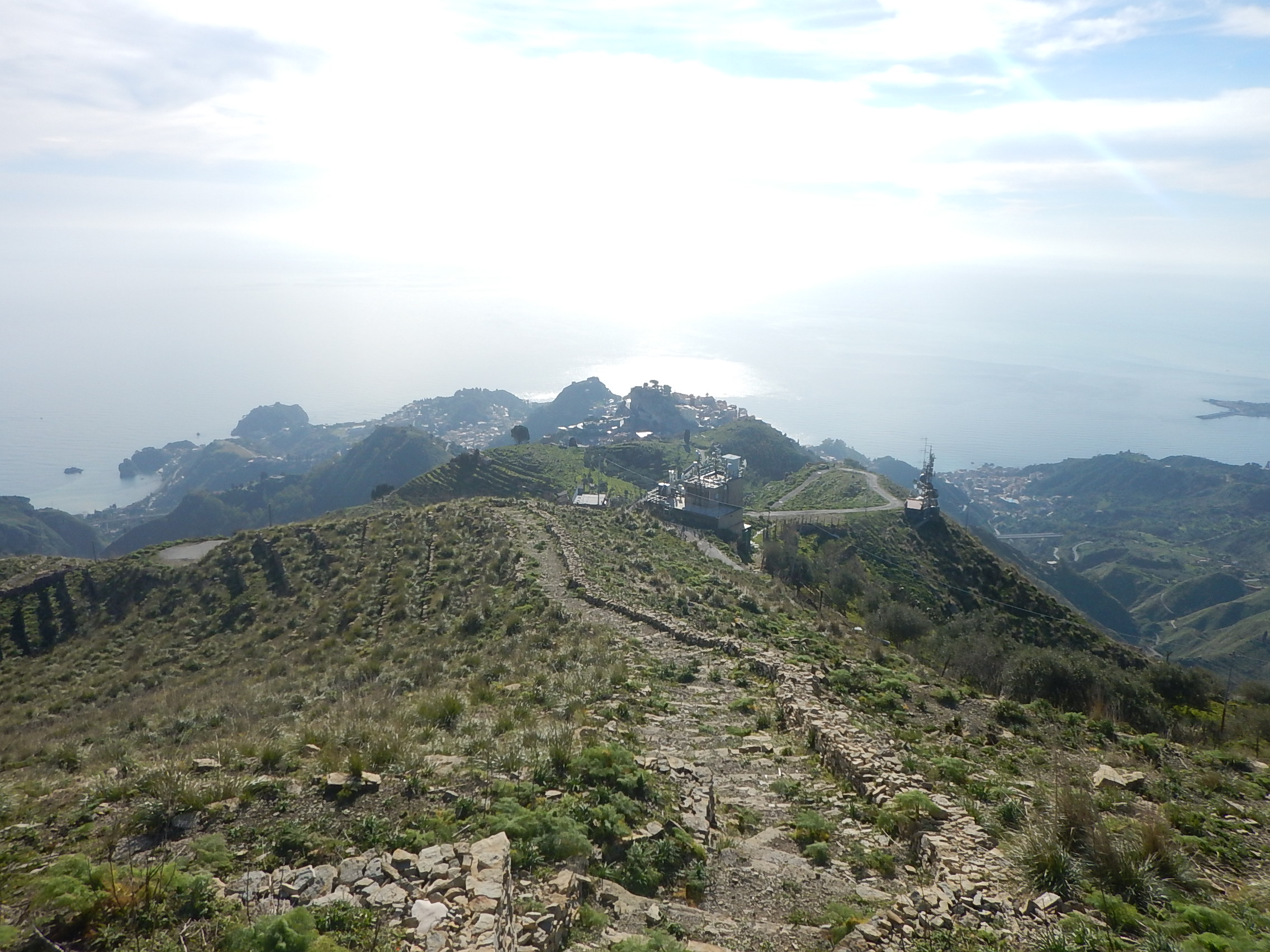
Taormine vue de Mont Venere, Monts Péloritains.

Elle fit également partie des villes laissées sous sa domination par le traité de paix avec les Romains en 263 av. J.-C.. C'est pourquoi le nom de Tauroménion n'est pas cité pendant la première guerre punique.

### Période romaine
Tauromenium fit partie intégrante du royaume de Syracuse jusqu'à la mort de Hiéron. Elle passa ensuite sous la domination de Rome lorsque la totalité de la Sicile devint une province romaine. On ne possède cependant que peu d'informations sur sa participation à la deuxième guerre punique, même si d'après une allusion d'Appien (Sic. 5) il semble qu'elle se soit soumise à Marcellus en des termes favorables.
C'est probablement à cette occasion qu'elle obtint la position particulièrement bénéfique qu'elle conserva sous la domination romaine. En effet, Cicéron nous rapporte que Tauromenium était une des trois villes siciliennes disposant du statut de civitas foederata (cité alliée). Ainsi elle garda une indépendance nominale et n'était même pas sujette comme Messine à l'obligation de fournir des bateaux de guerre (Cicéron Verrines II 6, III 6, V 19).
La ville subit de lourds dommages lors de la première guerre servile (139 av. J.-C. à 132 av. J.-C.). Elle tomba aux mains des esclaves insurgés qui, étant donné la position de la ville, en firent un de leurs bastions. Ils furent ainsi capables de défier longuement le consul Publius Rupilius. Ils résistèrent jusqu'à ce qu'ils furent réduits à la famine, et trahis par un de leurs chefs du nom de Sarapion. Tous les survivants périrent par l'épée (Diod. XXXIV. Exc. Phot. p. 528; Oros. v. 9). Tauromenium a aussi subi un lourd tribut lors de la guerre menée par Sextus Pompée en Sicile. En raison de la position stratégique de la ville, il en fit en 36 av. J.-C. un de ses principaux points d'appui contre Auguste.
La ville fut d'ailleurs témoin d'une bataille navale entre une partie de la flotte d'Octave, commandée par le triumvir en personne, et celle de Pompée qui se termina par la défaite de celui-ci et la quasi-destruction de sa flotte (Appian, B.C. v. 103, 105, 106-11, 116; Dion Cassius XLIX 5). Après la défaite de Pompée, Auguste choisit d'y établir une colonie romaine par mesure de précaution du fait de sa position de force. Il fit ainsi expulser les anciens habitants pour y installer ses colons (Diod, XVI 7). Strabon mentionne Tauromenium comme une des villes subsistant encore de son temps sur la côte est de la Sicile, même si la population était inférieure à celle de Messine ou de Catane (Strab. VI pp. 267, 268). Pline et Ptolémée lui assignent tous deux le rang de colonia (Plin. III 8. s. 14; Ptol. III 4. § 9), et il semble d'ailleurs que ce fut une des villes de Sicile à continuer de recevoir de la considération sous l'Empire romain.
Son territoire était connu pour la qualité de son vin (Plin. XIV 6. s. 8), et produisait une sorte de marbre qui semble avoir été très demandée (Athen. v. p. 207.). Juvénal mentionne également ses produits de la mer, en particulier des mulets de choix (Juv. v. 93.).

### Époque médiévale
Les Itinéraires placent Tauromenium à 40 km de Messine et à la même distance de Catane (Itinéraire d'Antonin p. 90; Table de Peutinger). La ville demeure une des plus importantes villes de Sicile après la chute de l'Empire d'Occident. Grâce à sa position de force, elle fut l'une des dernières places-fortes à demeurer aux mains de l'Empire byzantin dans la région. Cependant la ville fut prise par les musulmans en 902 après un siège de deux ans, et fut partiellement détruite. La ville résista farouchement, ce n'est que sous l'émir aghlabide Ibrahim II lui-même, qui venait d'abdiquer au profit de son fils pour se consacrer à la guerre sainte en Sicile, que la cité finit par tomber. Il faudra deux autres sièges, en 913 et 962, pour vaincre définitivement la résistance des habitants.
Lors de la conquête normande de la Sicile musulmane, Taormine est prise en 1079 par les troupes dirigées par Roger de Hauteville et son fils Jourdain. Taormine fit alors partie du comté puis du royaume de Sicile proclamé en 1130 par le fils de Roger de Hauteville, Roger II. Il s’ensuivra une longue période de prospérité.
En mars 1191, le roi d'Angleterre Richard Cœur-de-Lion y séjourna quelques jours avec le roi Tancrède de Sicile ; le roi de France Philippe Auguste vint à Taormine les rejoindre peu après, avant leur retour à Messine et leur départ pour la Terre sainte.

### XIXesiècle

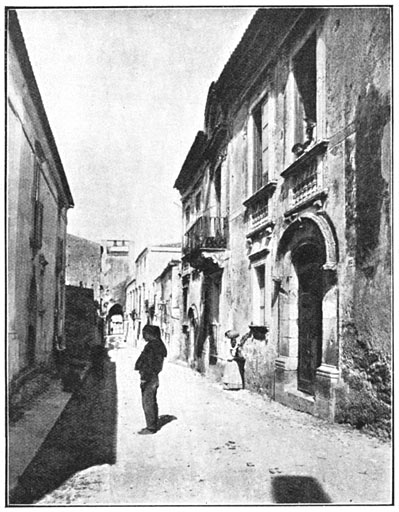
Corso Umberto par Giovanni Crupi, 1906.

À la fin du XIXe siècle, Taormine fut rendue célèbre par Wilhelm von Gloeden qui y travailla pendant la majeure partie de sa vie à photographier principalement des hommes nus. Le premier touriste important de Taormine fut Goethe qui dédia à la ville quelques pages exaltantes dans son livre intitulé Voyage en Italie.
Le peintre Otto Geleng est aussi reconnu pour avoir participé à la renommée de Taormine, même s'il était mieux connu dans sa ville de Berlin où il exposait les peintures qu'il avait peintes en Italie. Cependant, ce qui distingue Geleng est son choix de peindre les régions les plus méridionales de l'île, réussissant à capturer les vues et lumières les plus spectaculaires. Il peignit souvent les endroits où se trouvaient des ruines grecques, en particulier Taormine. Ses œuvres ont fait parler de la beauté de Taormine, et en ont fait une destination touristique prisée. L'artiste arriva à 20 ans à la recherche de nouveaux sujets pour ses peintures. Sur sa route vers Taormine, il devint si amoureux du paysage qu'il décida d'y faire halte pendant une partie de l'hiver. Geleng commença à peindre tout ce que Taormine pouvait offrir : les ruines, la mer, les montagnes, paysages qu'on ne retrouve nulle part en Europe. Lorsqu'il exposa plus tard ses peintures à Paris et Berlin, on critiqua son imagination débridée. En entendant ceci, Geleng les incita à venir avec lui à Taormine, leur promettant de payer leur voyage s'il ne disait pas la vérité.

### XXesiècle
Au début du XXe siècle, la ville devint une villégiature pour des artistes, des écrivains et des intellectuels expatriés. David Herbert Lawrence resta à la Fontana Vecchia de 1920 à 1922, et écrivit bon nombre de ses poèmes, romans, nouvelles, essais, et un livre de voyage : Sea and Sardinia. Charles Webster Leadbeater, l'auteur théosophe, trouva que Taormine avait les bons champs magnétiques pour que Jiddu Krishnamurti développe ses talents. Le jeune Krishnamurti y vint donc de temps en temps. Halldór Laxness, l'auteur islandais, travailla là sur le premier roman islandais moderne : Vefarinn mikli frá Kasmír.
Roger Peyrefitte écrivit la plupart de ses romans à Taormine, des années 50 aux années 80. Il fit même de Wilhelm von Gloeden, le héros d'une des nouvelles de son livre Les amours singulières.

### Taormine aujourd'hui

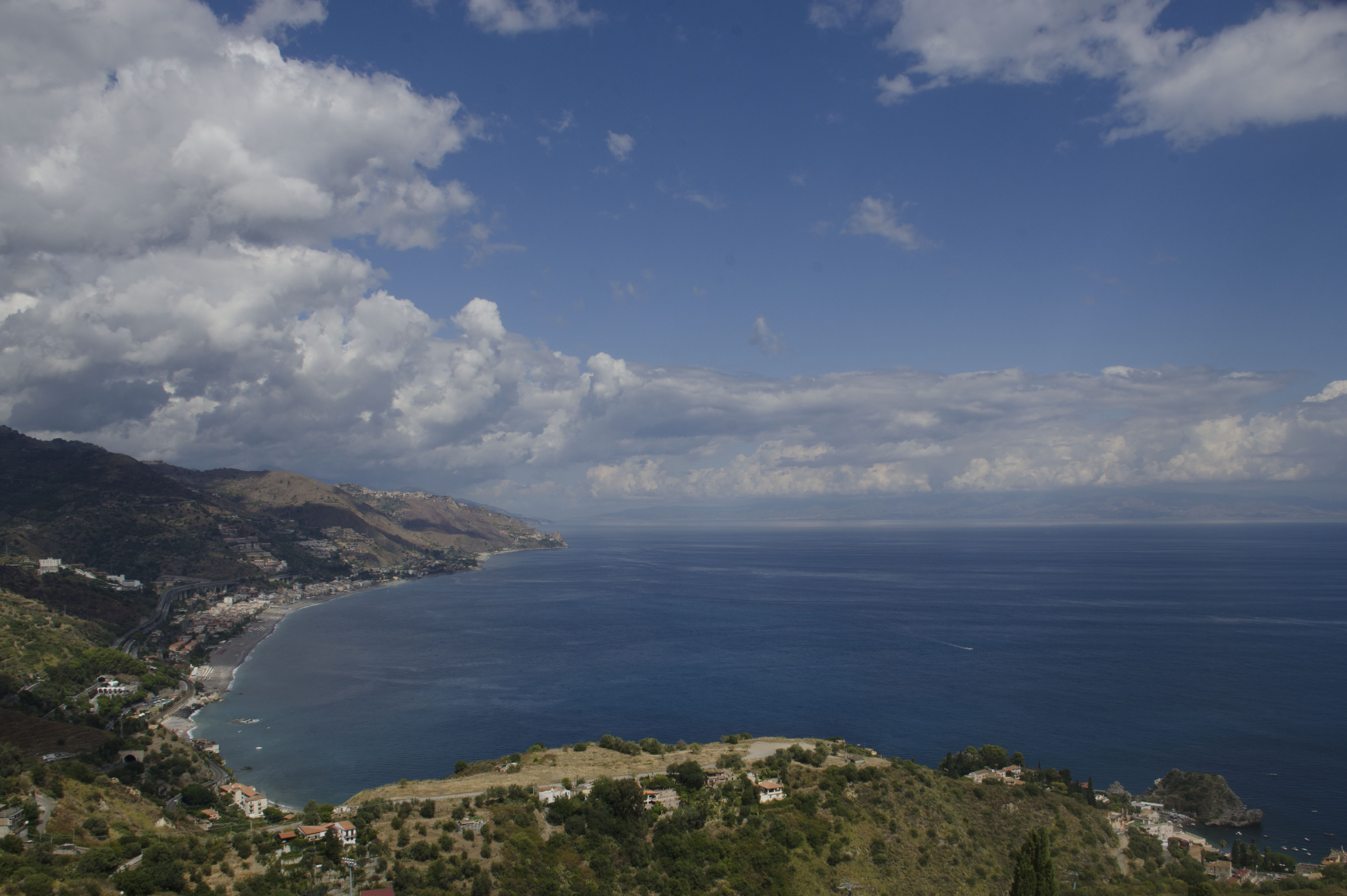
La côte de Taormine.

Aujourd’hui, Taormine est une destination touristique prisée. Elle est aussi une station climatique de premier ordre, bénéficiant d’un microclimat agréable. Perchée à 200 m, offrant une vue magnifique sur la mer en contrebas et sur l'Etna dominant de sa présence imposante, elle est riche d'un patrimoine historique, culturel et archéologique.
Taormine, dominée par sa forteresse et au loin par l'Etna, peut en effet être qualifiée de « Saint-Tropez sicilien ». Le centre-ville piétonnier, aux ruelles toutes médiévales au détour desquelles on découvre de splendides points de vue ou des vestiges de la ville antique, attire de nombreux touristes.
Juste au sud de Taormine, on trouve la réserve naturelle de l'Isola Bella. On peut aussi profiter d'excursions vers les grottes du Capo Sant'Andrea.
Pendant plus de cinquante ans, s'est tenu le Festival du film de Taormine qui décerne le prix David di Donatello avec des stars internationales profitant d'un écran géant hissé dans le théâtre grec.
En 1988, Le Grand Bleu, film de Luc Besson, a été tourné dans la baie de Taormine.
Le sommet du G7 2017 a lieu à Taormine les 26 et 27 mai 2017.

## Lieux et monuments

### Les monuments antiques
La ville actuelle de Taormine occupe le site antique, sur une colline élevée qui forme le dernier promontoire d'une crête du Cap Peloro à Taormine. Le site de la vieille ville se situe à 200 m au-dessus du niveau de la mer. Elle est dominée par un promontoire rocheux de 450 m, abrupt et quasiment isolé, couronné par le château dit sarrasin, probable emplacement de l'antique forteresse quasi-imprenable évoqués par des écrivains grecs. Des fragments de murailles antiques subsistent, mais le château actuel date de l'époque normande.
La cité antique occupait la colline septentrionale, la ville médiévale et moderne s'étend plus au sud. De nombreux vestiges antiques subsistent, notamment le Naumachia, le théâtre antique et les restes de l'odéon romain. Il subsiste également des vestiges épars d'habitations, de l'enceinte, d'un aqueduc avec réservoir (dit Piscina mirabile), de thermes près de l’église Saint-Pancrace, elle-même construite sur un temple hellénistique in antis dédié à Sarapis.

#### Théâtre gréco-romain
Le théâtre antique gréco-romain se trouve près du centre-ville, à l'est du promontoire. Il est l'une des ruines les plus prisées de Sicile en raison de sa remarquable préservation et par la beauté de son emplacement. Il est construit en grande partie de briques et date donc probablement de l'époque romaine même si son plan et sa disposition sont plus d'influence grecque que romaine. On suppose que l'actuelle structure a été construite sur les fondations d'un autre théâtre de la période grecque. La construction du théâtre a sans doute été commencée au IIIe siècle av. J.-C. sous le gouvernement de Hiéron II. Au IIe siècle, le théâtre est transformé par les Romains pour les jeux d'amphithéâtre.
Ce théâtre est l'un des plus importants du monde antique. Le monument, de 109 m de diamètre (deuxième plus grand théâtre de Sicile après celui de Syracuse), est divisé en 9 secteurs pouvant accueillir au total 5 400 personnes. L'acoustique est reconnue comme exceptionnelle. La scène est en très bon état : remarquablement conservée, avec son mur de fond à 2 étages où 5 colonnes, 4 chapiteaux corinthiens et 1 fragment d'entablement en marbre ont pu être replacés. Creusé dans la roche, de forme classique, il est comme une gigantesque coquille face à la mer.

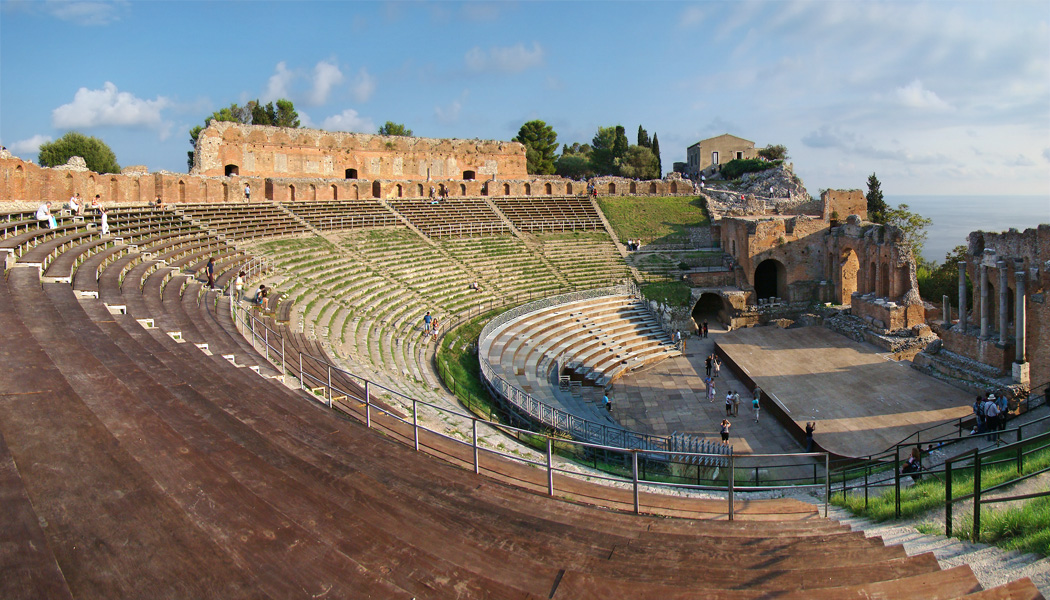
Vue panoramique avec la mer Ionienne en toile de fond.
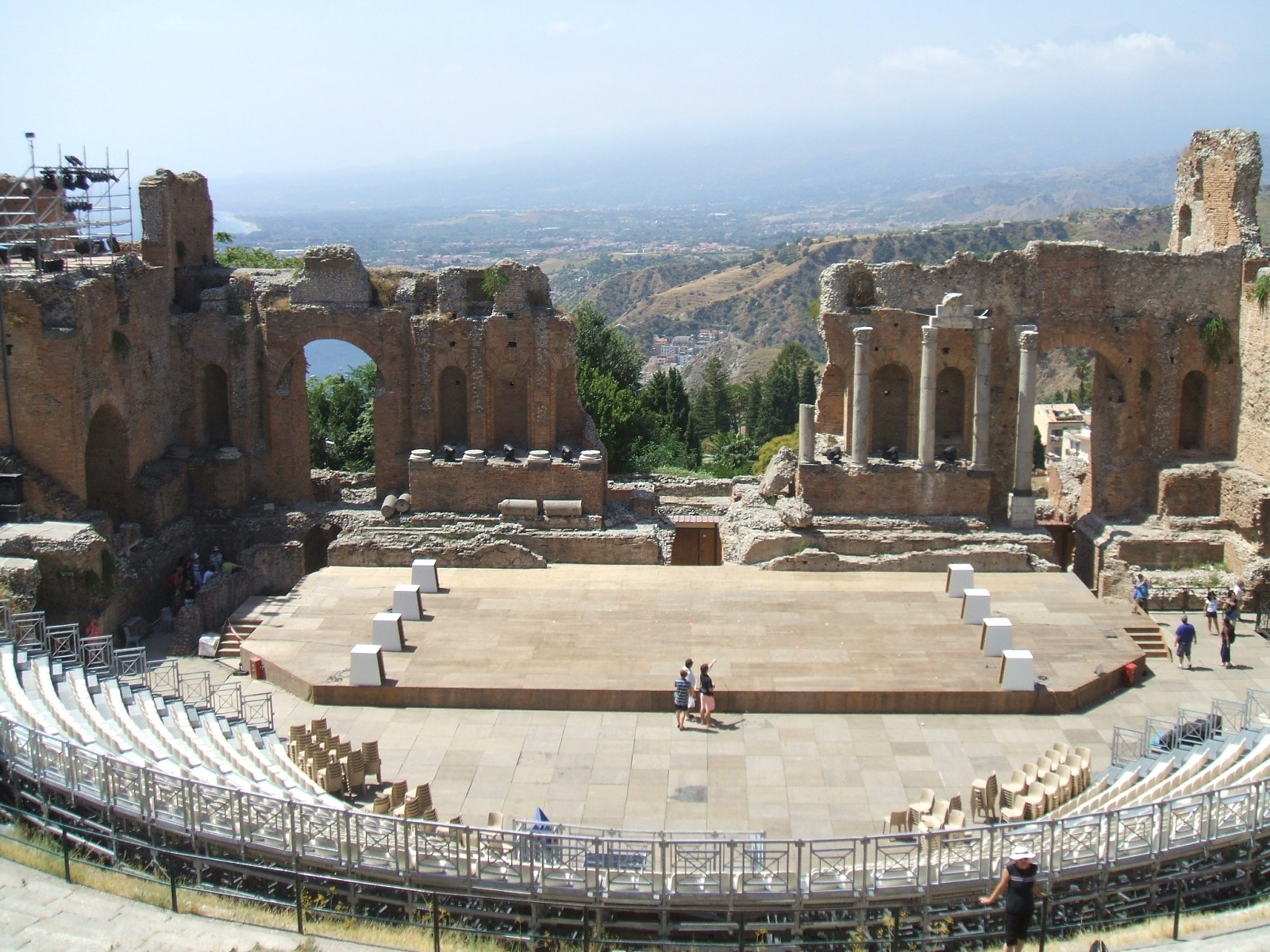
Vue d'ensemble sur le théâtre depuis le haut des gradins, avec la brèche sur la Méditerranée.
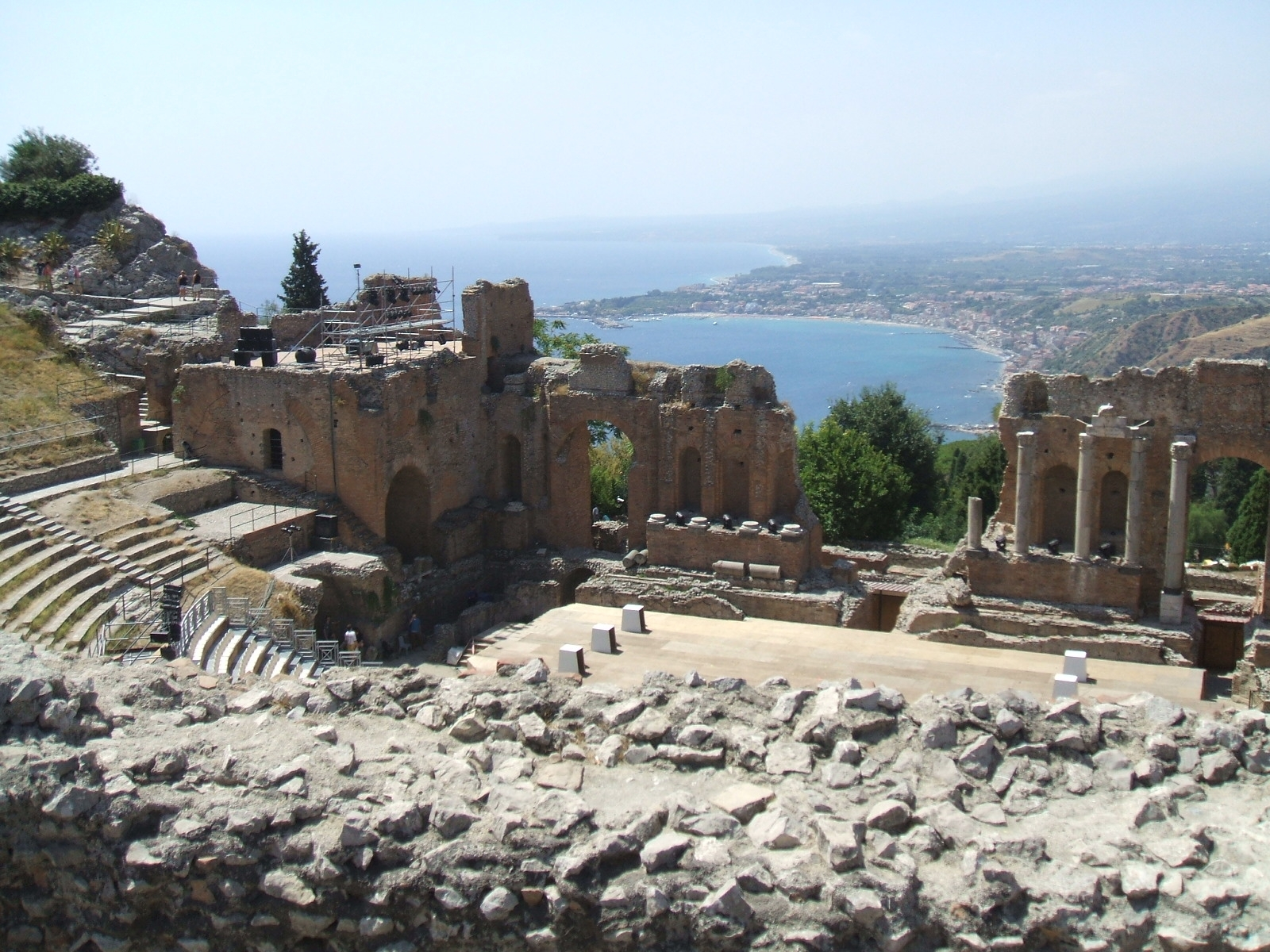
Autre vue d'ensemble, depuis la galerie au-dessus des gradins.
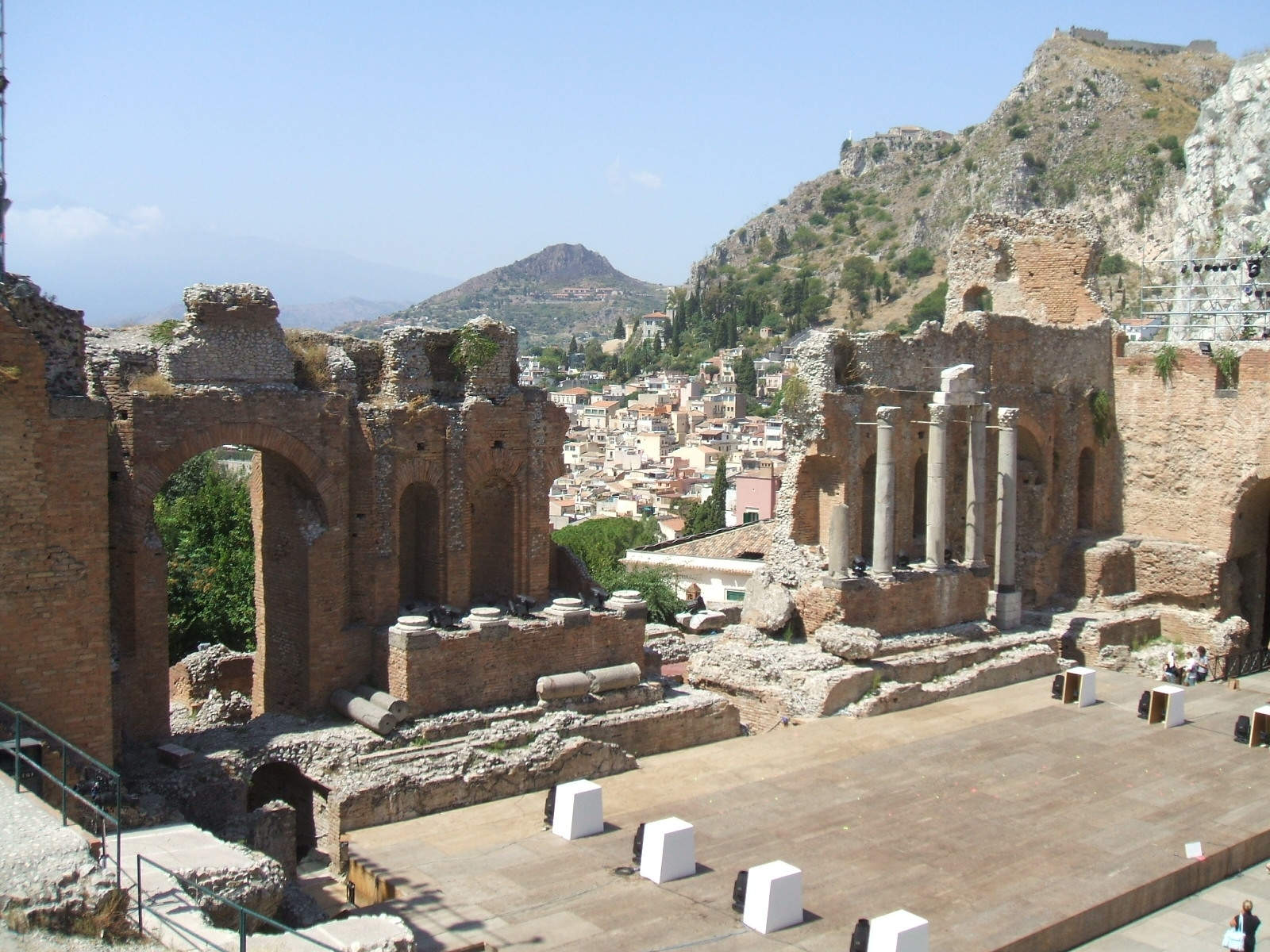
Vue sur la scène, avec en arrière-plan la vieille ville dominée par le château.

#### L'odéon
Construit au IIe siècle en l'adossant à un temple grec dorique périptère du siècle précédent, dont on peut toujours voir une partie des fondations, l'odéon comprenait 11 niveaux de sièges divisés par trois escaliers et pouvait accueillir jusqu'à 200 personnes. Seul exemple connu de théâtre couvert en Sicile avec celui de Catane, l'odéon fut ensuite recouvert par de nouveaux bâtiments. L'église baroque Santa Caterina, au sud-ouest de la place Vittorio-Emanuele II, recouvre partiellement le monument, dont seule une partie a pu être dégagée.

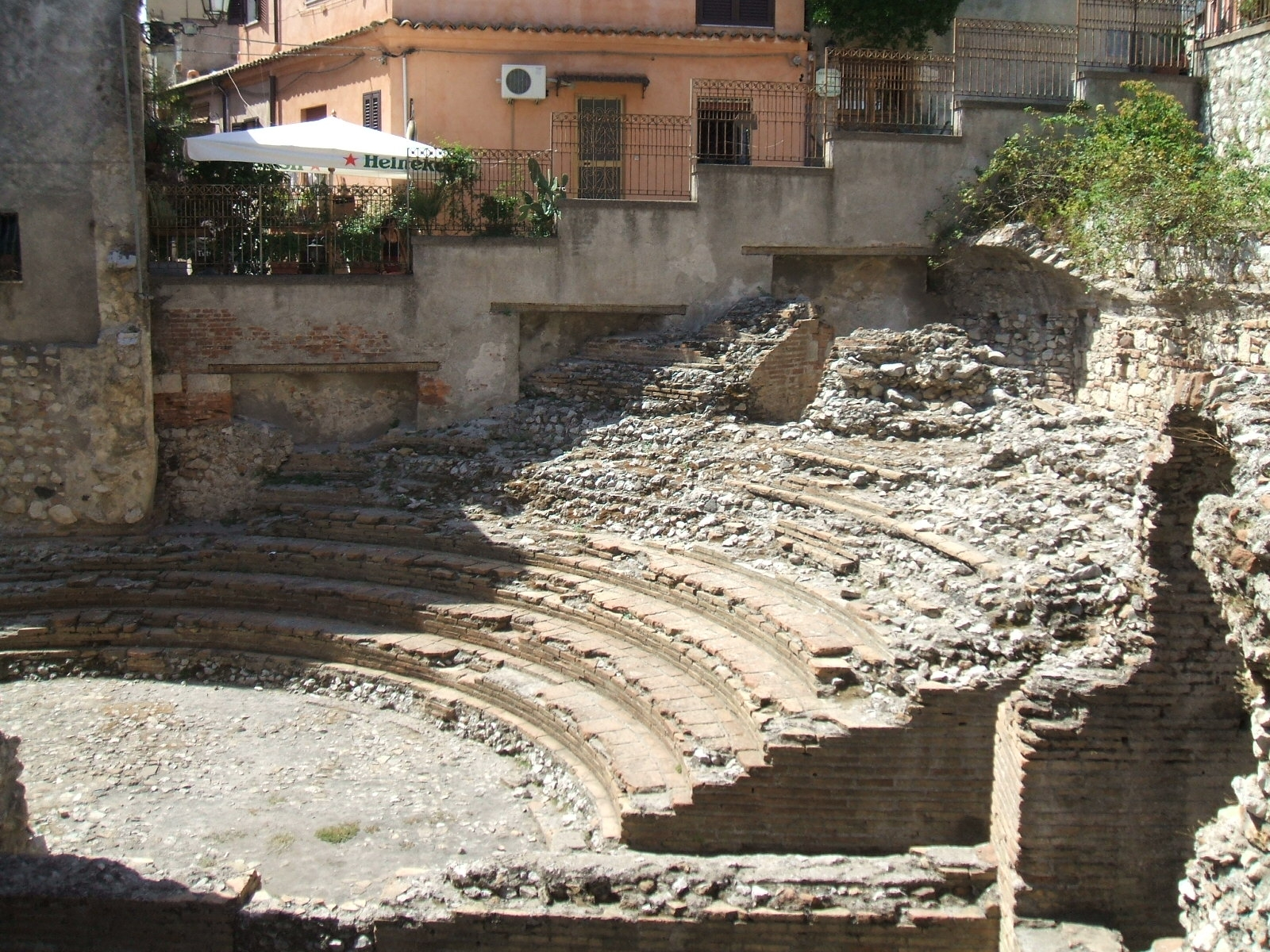
Vestiges des gradins. Seule la partie droite a été dégagée.
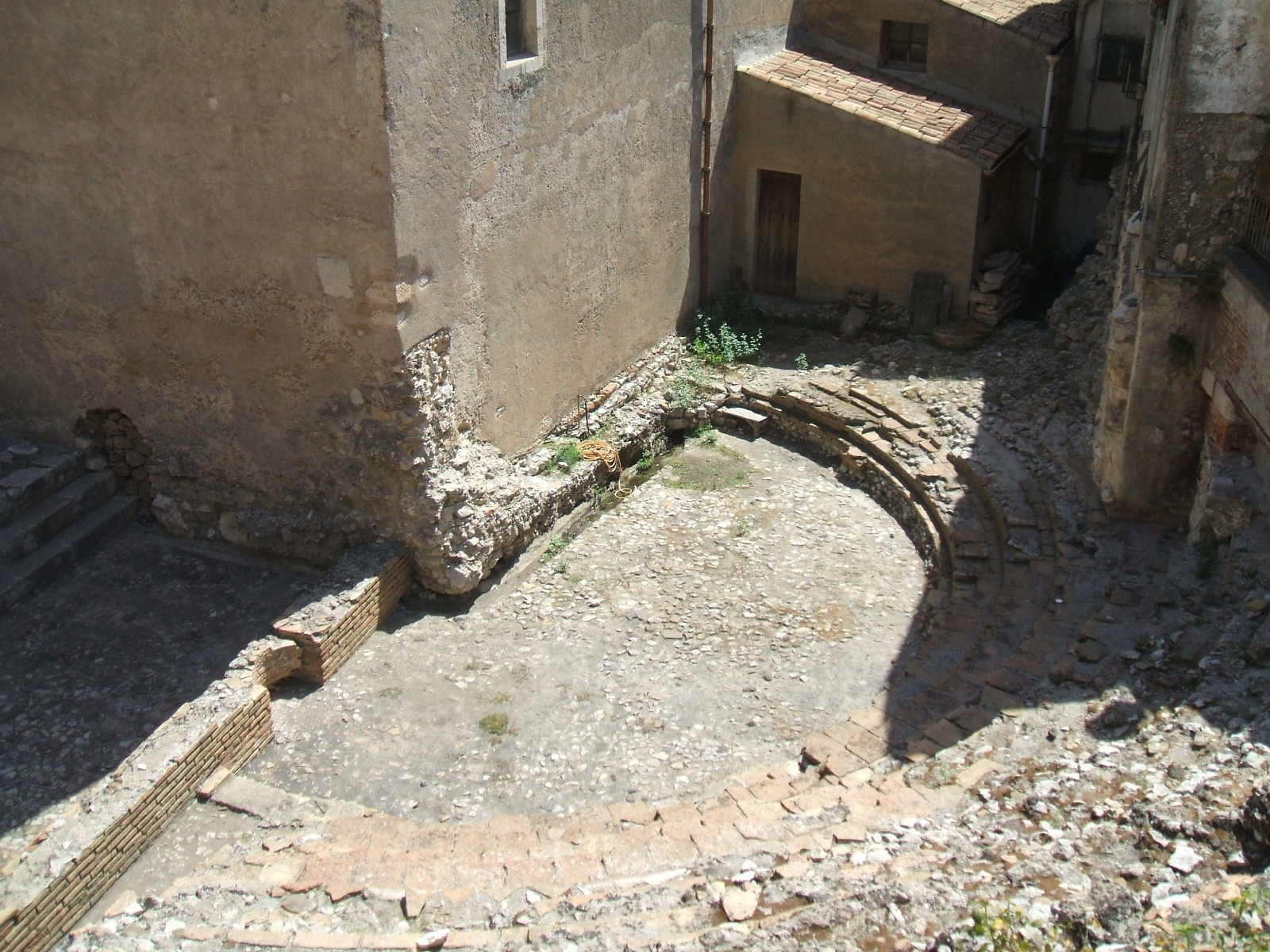
Vestiges de la scène, au pied de l'église Santa Caterina.
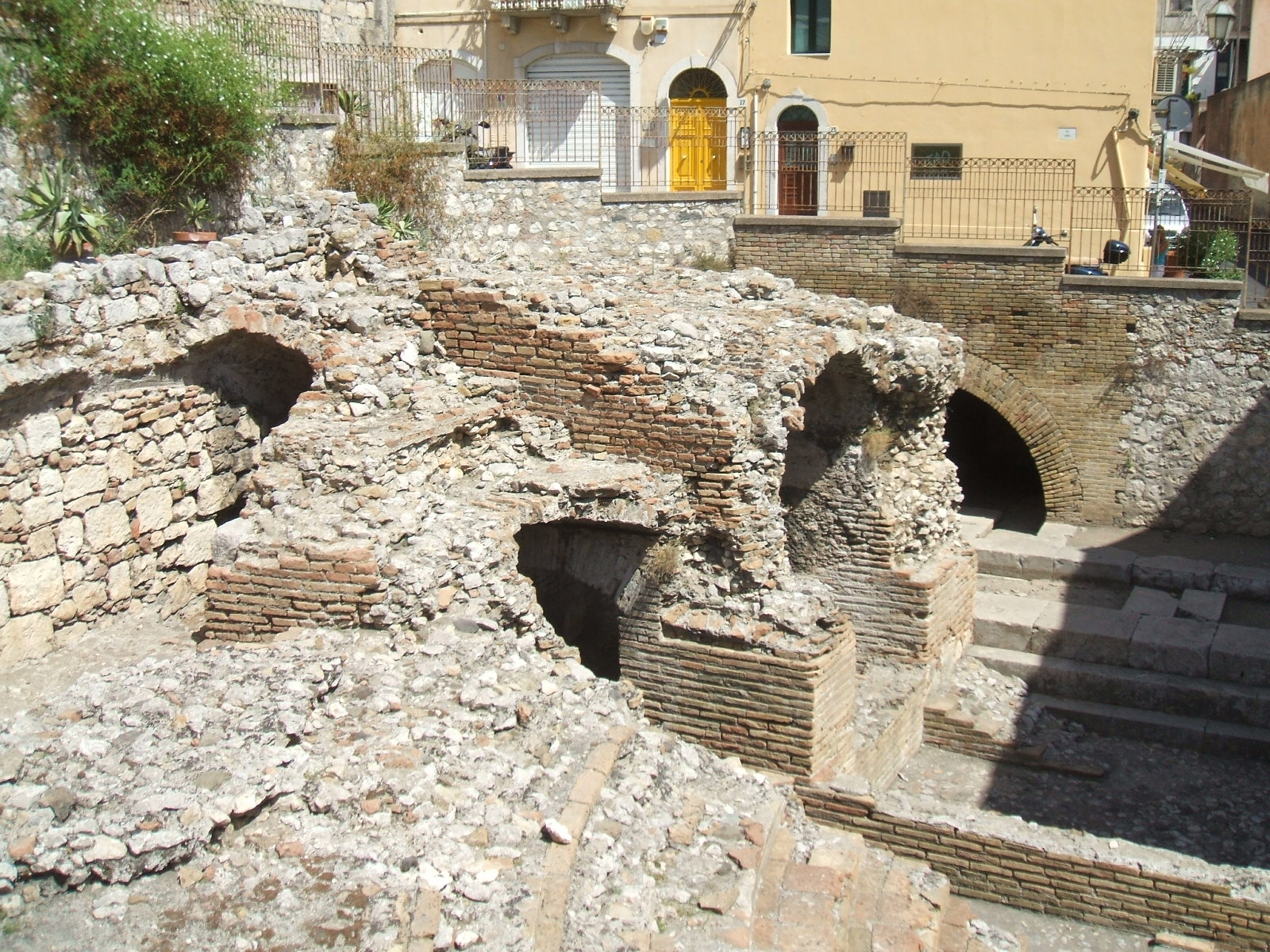
Substructions sur la partie droite des gradins, seule dégagée. Au fond, vestiges du temple grec.
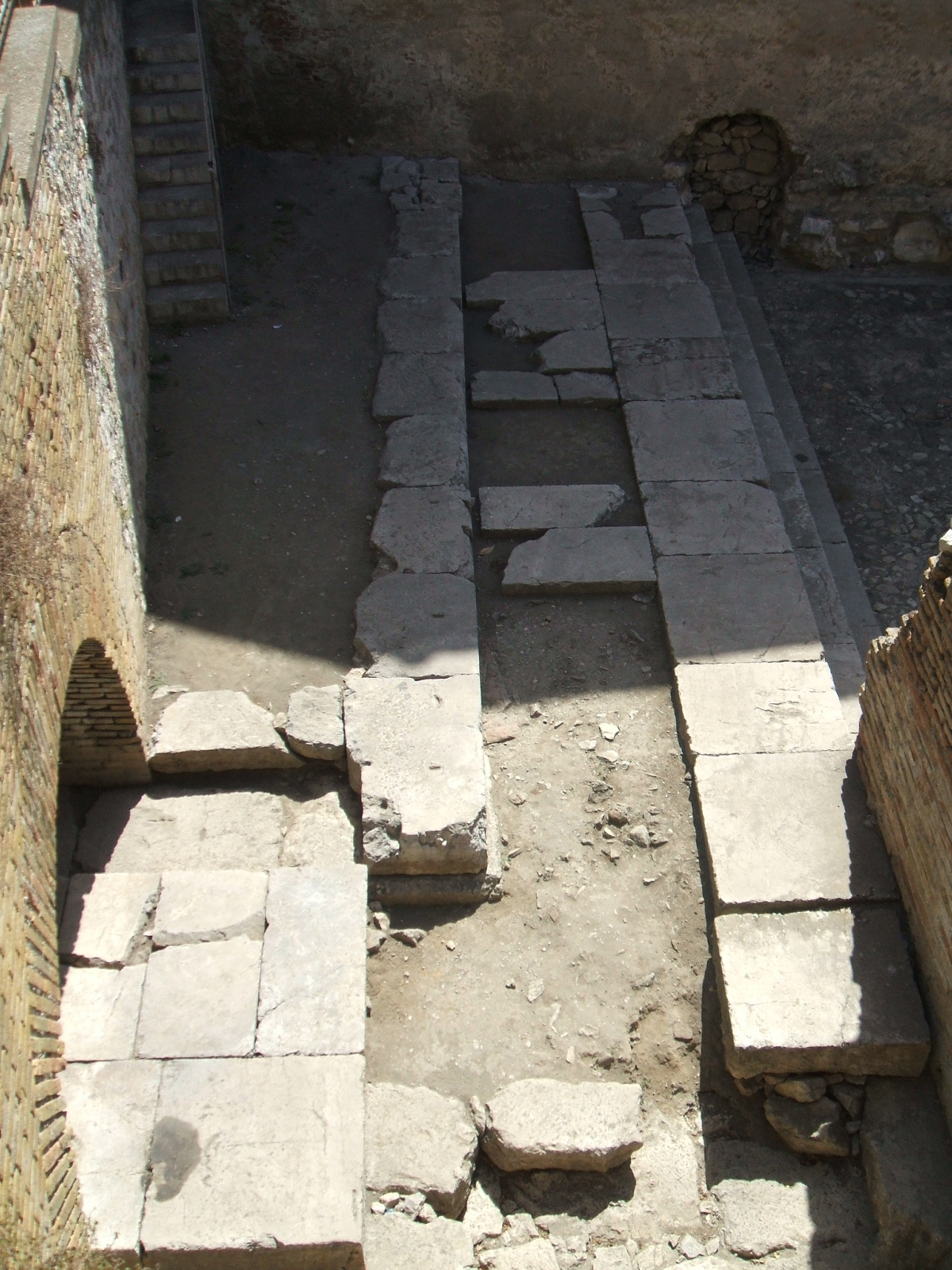
Fondations du temple grec.

#### La Naumachia
La Naumachia est un vaste édifice thermal romain de l’époque impériale, ou une nymphée, ou encore un gymnase. Il n'en reste plus qu'un mur de terrasse de 122 m, qui soutenait une citerne voûtée à deux nefs de la même taille. Il est percé de grandes niches en arc et de petites niches rectangulaires.

### La ville médiévale

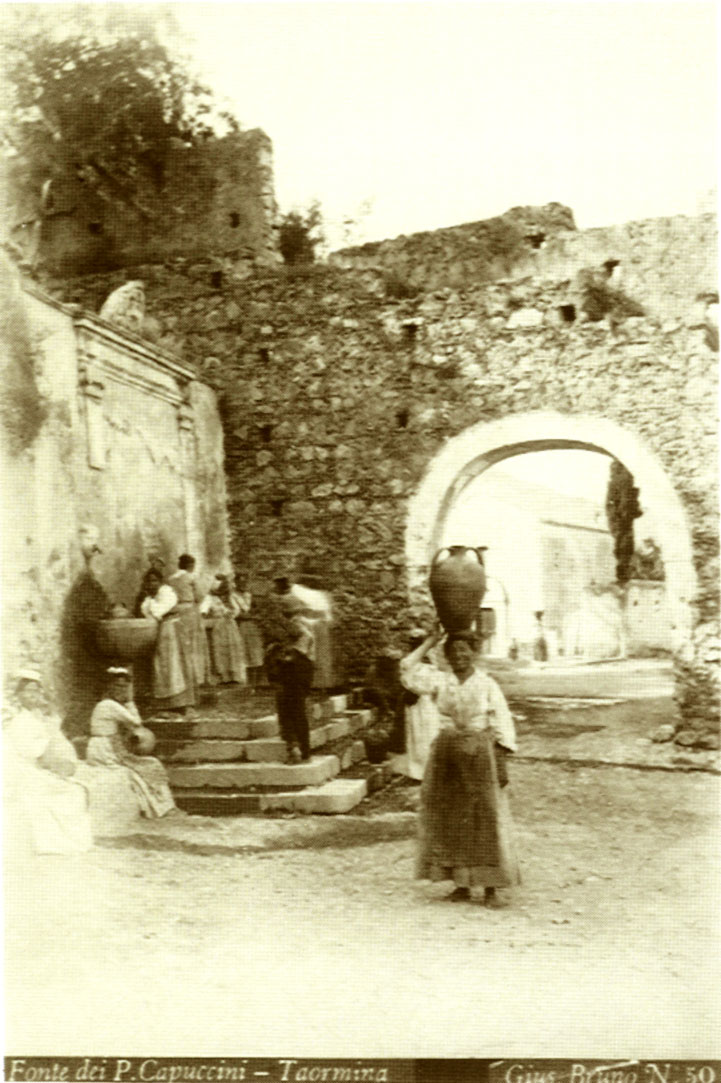
La porte des Cappucins
Giuseppe Bruno, ca. 1890.

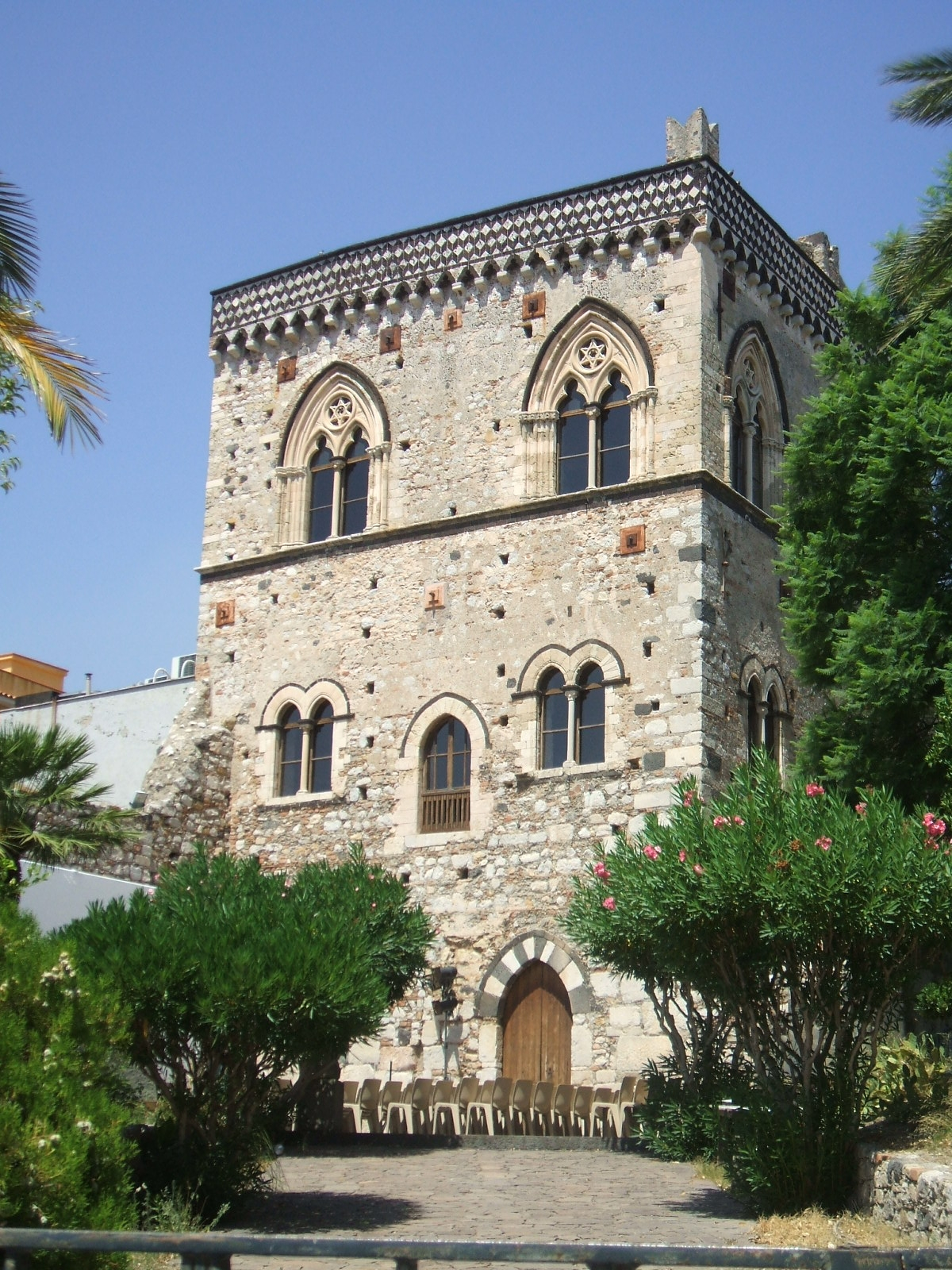
Le Palazzo Duchi di Santo Stefano.

- La vieille ville s'organise autour du Corso Umberto I, petite ruelle centrale, reliant la Porta Messina à la Porta Catania.
- Le long de cette rue, on peut voir les principaux monuments médiévaux de Taormine. C'est aussi une rue piétonne très touristique, bordée de magasins de souvenirs, de restaurants et de boutiques de vêtements, dans laquelle déambule la foule des touristes.
- Partant de la Porta Messina au Nord-Est, on remarque tout d'abord le Palazzio Corvalia (sur la Piazza Vittorio Emanuelle), siège de l'office de tourisme. Datant du XIe siècle au XVe siècle, il a abrité entre 1410 et 1411 le premier parlement de Sicile.

Juste à côté se dresse l'église baroque San Caterina, sise à l'emplacement d'un temple grec et d'une partie des vestiges de l'odéon. Continuant vers l'ouest et la Porta Catania, on a sur la gauche, en contrebas du Corso, le mur de la Naumachia.
- On arrive ensuite sur la Piazza 9 Aprile sur laquelle se dresse les églises San Agostino (gothique et maintenant bibliothèque) et San Giuseppe (baroque).
- À la sortie de la place on passe sous la Torre dell'Orologio (tour de l'horloge). Construite sur des bases grecs (de grands blocs dans ses fondations semblent l'attester) au XIIe siècle, elle fut rasée 1676 et reconstruite en 1679 (tour actuelle). Elle faisait partie de la troisième enceinte, la plus "intérieure" de la cité, construite au Moyen Âge.
- Continuant sur le Corso, bordé par des façades médiévales (fenêtre géminées) et baroques, on aboutit à la place de la cathédrale, le Duomo, construite à l'époque médiévale (sous la domination Normande apparemment) et remaniée. On arrive ensuite à la Porta Catania, à l'ouest de la vieille ville et au sud de laquelle s'élève le splendide Palazzo Duchi di Santo Stefano, des XIIIe siècle et XIVe siècle, orné d'une splendide frise bicolore en pierres de laves et calcaire.

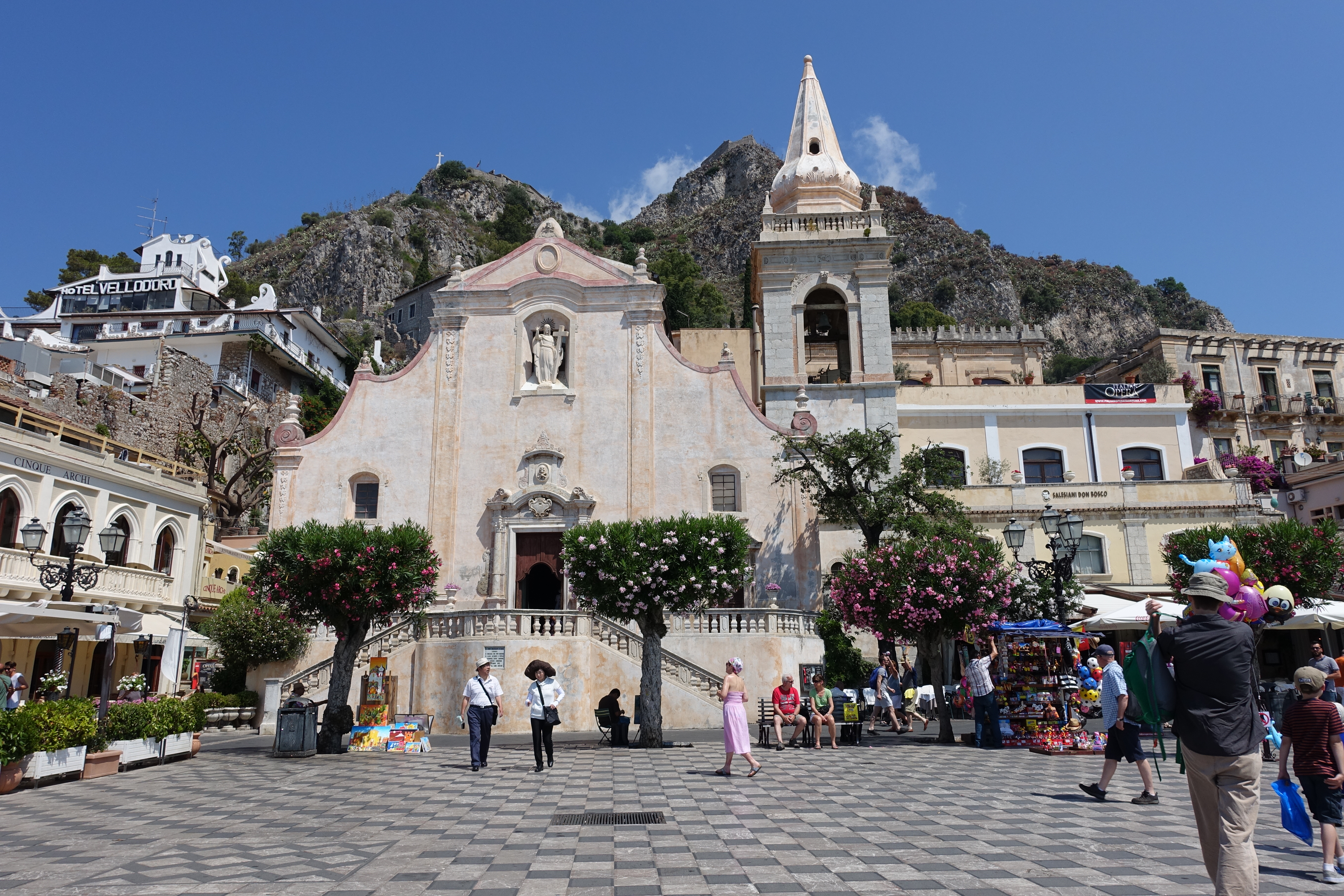
Chiesa di San Giuseppe sur la Piazza IX Aprile ; construite au XVIIe siècle de style baroque.
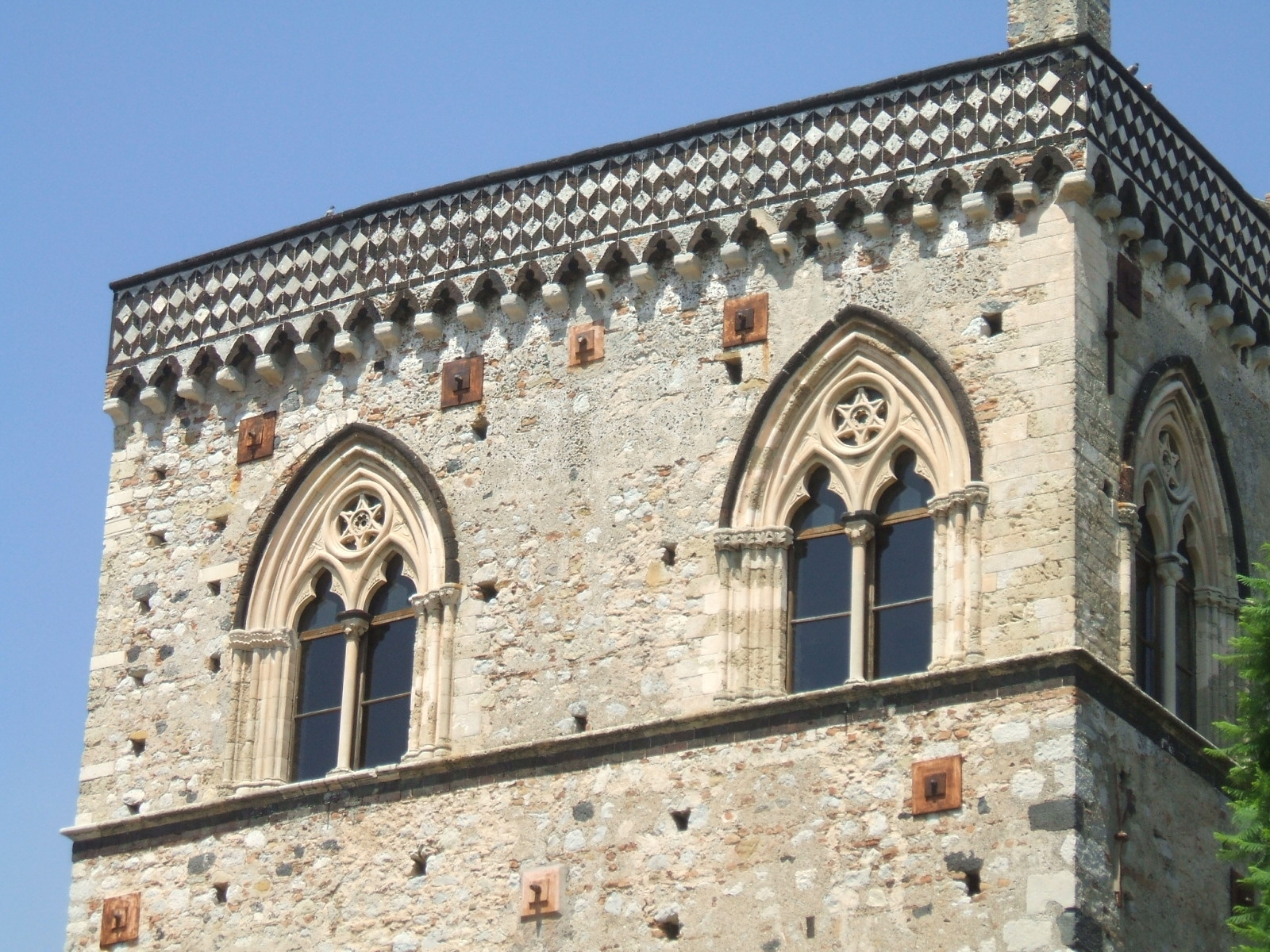
Le Palazzo Duchi di Santo Stefano : détail de la frise.
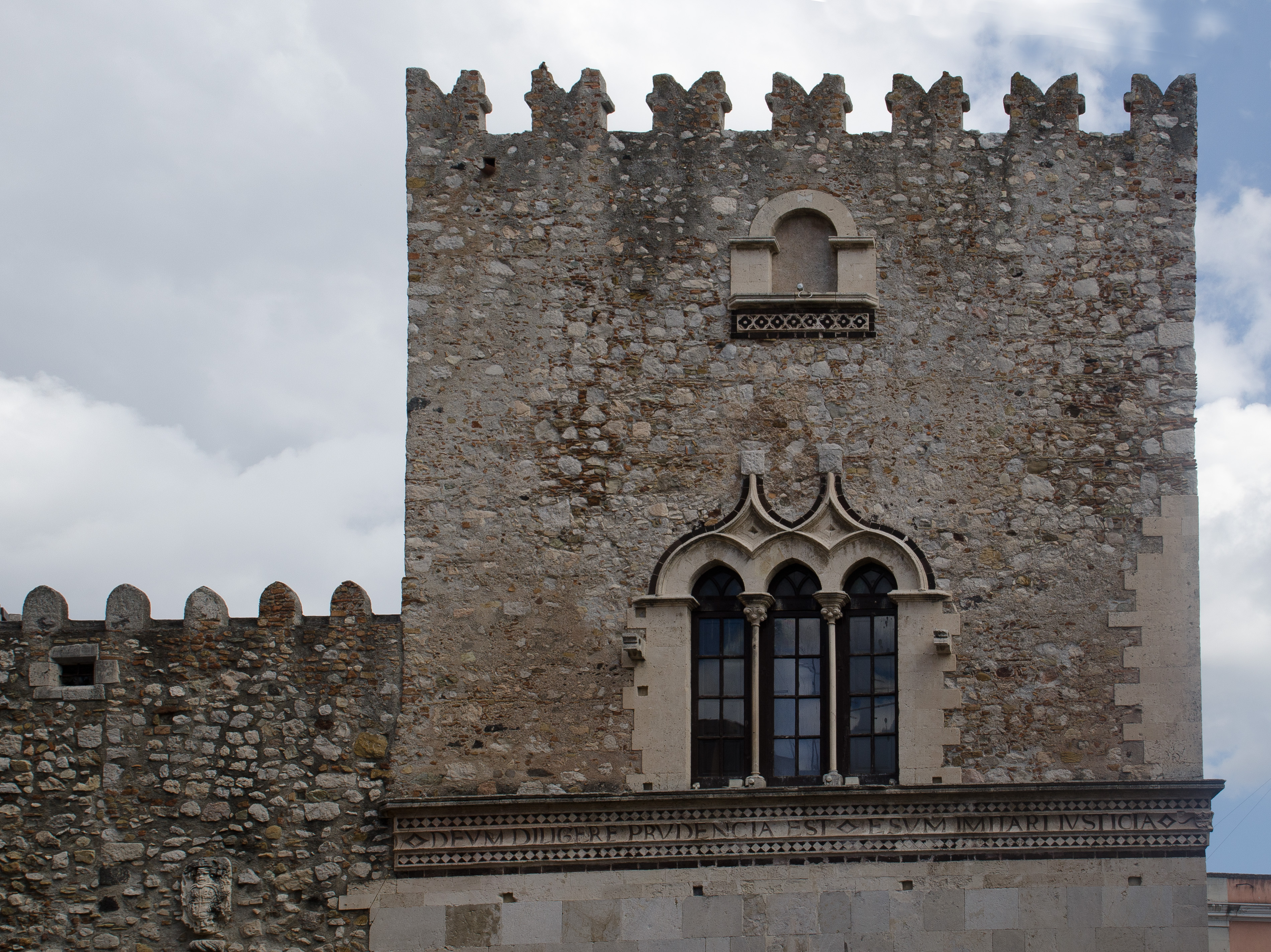
Le Palazzo Corvaja, construit aux XIIIe – XVe siècles autour d'une tour sarrasine du Xe siècle.
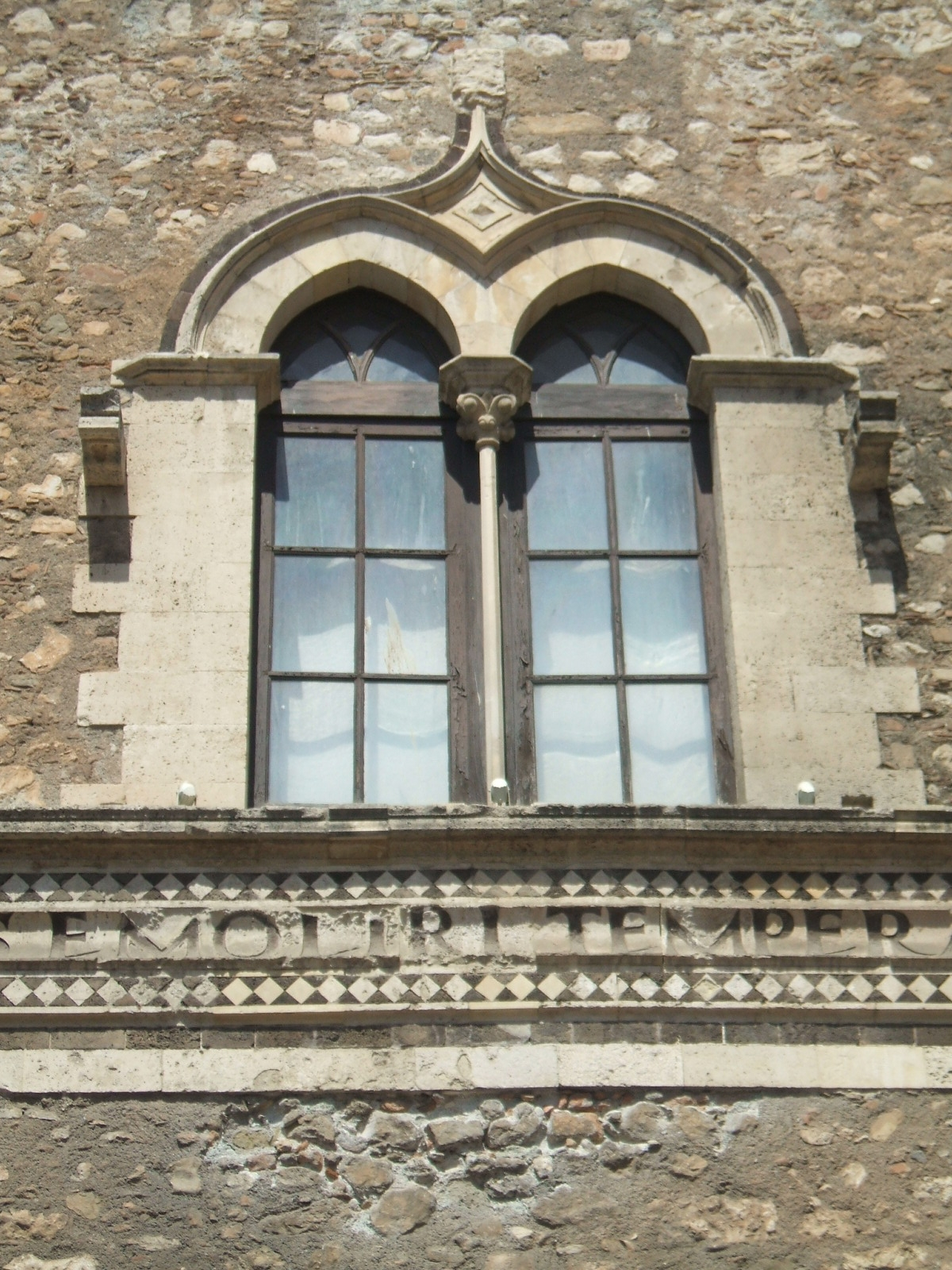
Palazzo Corvaja, une des baies géminées de la façade.
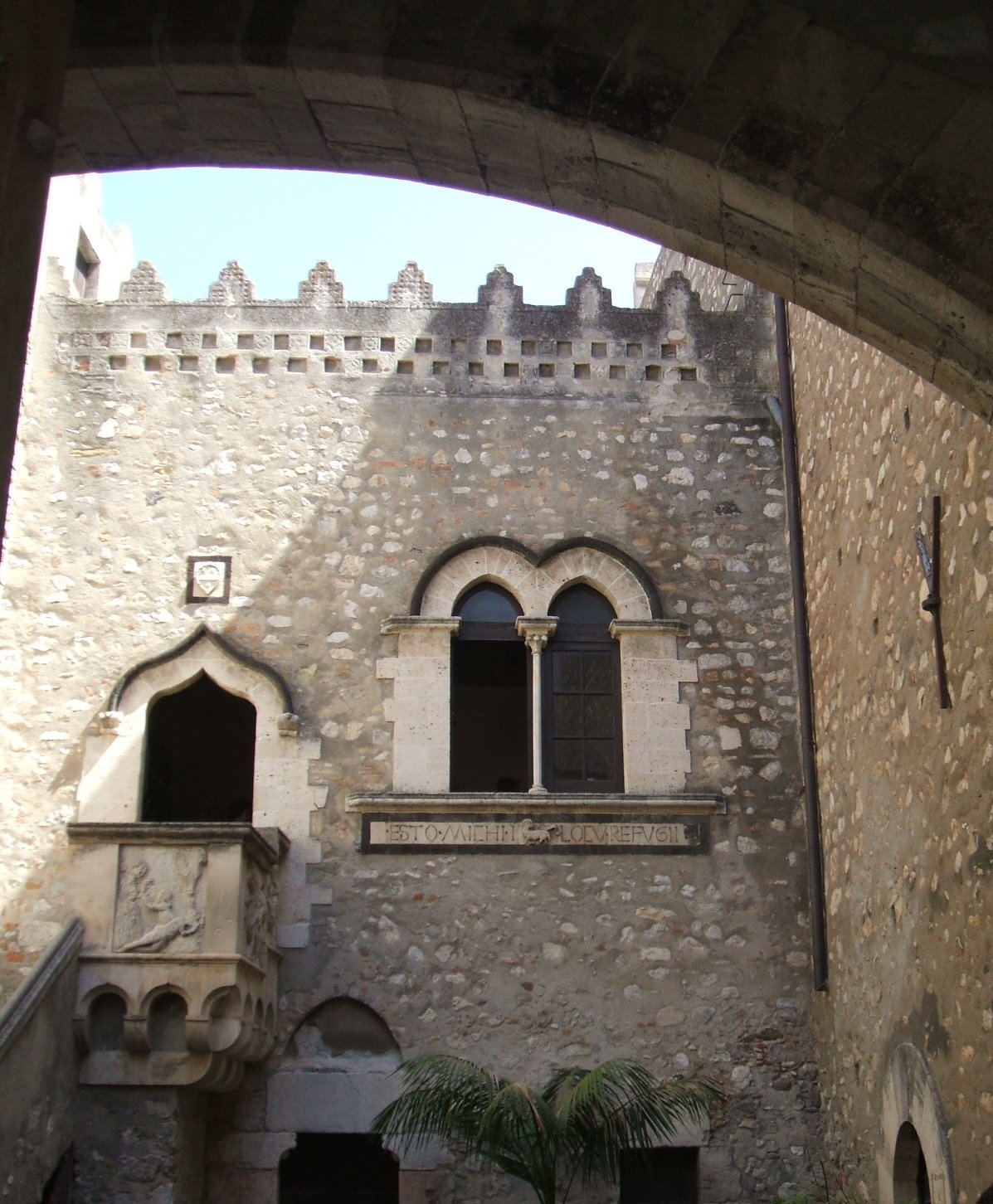
Palazzo Corvaja, intérieur de la cour.

### Églises
- Duomo di Taormina, cathédrale du XIIe siècle
- L'église anglicane de San Giorgio
- Chiesa del Varò, XVIII-XIXe siècle
- Chiesa di San Giuseppe XVIIe siècle
- Chiesa di Santa Caterina,  XVIIe siècle
- Chiesa di Santa Domenica, XVIIe siècle
- Chiesa di San Pancrazio, église Saint-Pancrace de Taormine VI-IXe siècle
- Chiesa di San Pietro e Paolo, XVIIIe siècle
- Chiesa Madonna della Rocca, vers 1640.
- Cappella della Madonna delle Grazie, 1850
- Chiesa del Convento di Sant'Antonio da Padova (originariament Santa Caterina d'Alessandria), XVIe siècle
- Chiesa di Sant'Antonio Abate, 1330

### Infrastructures touristiques
- Grand Hotel Timeo, ouvert depuis 1873
- San Domenico Hotel, ouvert en 1896 dans un ancien couvent dominicain du XIVe siècle
- L'Excelsior Hôtel, de style liberty, datant de 1904
- La Villa Sant'Andrea, à partir d'une villa de 1919, sur la côte

## Administration
| Période      | Période      | Identité                 | Étiquette       | Qualité             |
| ------------ | ------------ | ------------------------ | --------------- | ------------------- |
| 28 mai 2002  | 13 juin 2006 | Aurelio Turiano          |                 |                     |
| 13 juin 2006 | 16 juin 2008 | Carmelantonio D'Agostino | Centro-Destra   |                     |
| 17 juin 2008 | 16 juin 2013 | Dott. Mauro Passalacqua  |                 | Docteur en médecine |
| 16 juin 2013 | En cours     | Eligio Giardina          | Union de centre |                     |

### Hameaux
- Chianchitta, Chianchitta-Trappitello, Mazzarò, Mazzeo, Palì, Spisone, Trappitello, Villagonia

### Communes limitrophes
Calatabiano (CT), Castelmola, Castiglione di Sicilia (CT), Gaggi, Giardini-Naxos, Letojanni

### Évolution démographique
Habitants recensés

## Source d'inspiration
L'écrivain britannique D. H. Lawrence se serait laissé inspirer par une aventure amoureuse de sa femme, la baronne Frieda von Richthofen, vécue à Taormine avec un muletier sicilien, pour écrire le roman L'Amant de Lady Chatterley, qui fit scandale en Angleterre. Le couple séjourna à Taormine de 1920 à 1922, l'écrivain comptant sur les bienfaits du climat sicilien pour soigner sa tuberculose. Ils demeuraient via Fontana Vecchia, ce que rappelle une plaque commémorative. Le roman, publié à Florence en 1928, ne paraîtra au Royaume-Uni qu'en 1960.
En 1905, le compositeur post-romantique Ernst Boehe, de passage à Taormine compose un vaste poème symphonique, Taormina, achevé et publié en 1906 et dédié à sa femme. L’œuvre s'attelle à traduire les émotions ressenties par le compositeur pendant son séjour.
Mark Knopfler, guitariste de Dire Straits, a également écrit une chanson sur la ville Lights of Taormina. On la retrouve sur l'album solo Tracker .
Taormine est le lieu d’une compétition d’apnée entre Jacques Mayol (joué par Jean-Marc Barr) qui descend à 120 mètres, et Enzo Molinari (Jean Reno) dans le film Le Grand Bleu de Luc Besson en 1988.
La deuxième saison de la série américaine The White Lotus se déroule principalement à Taormine et a été filmée dans divers endroits de la ville.

## Galerie

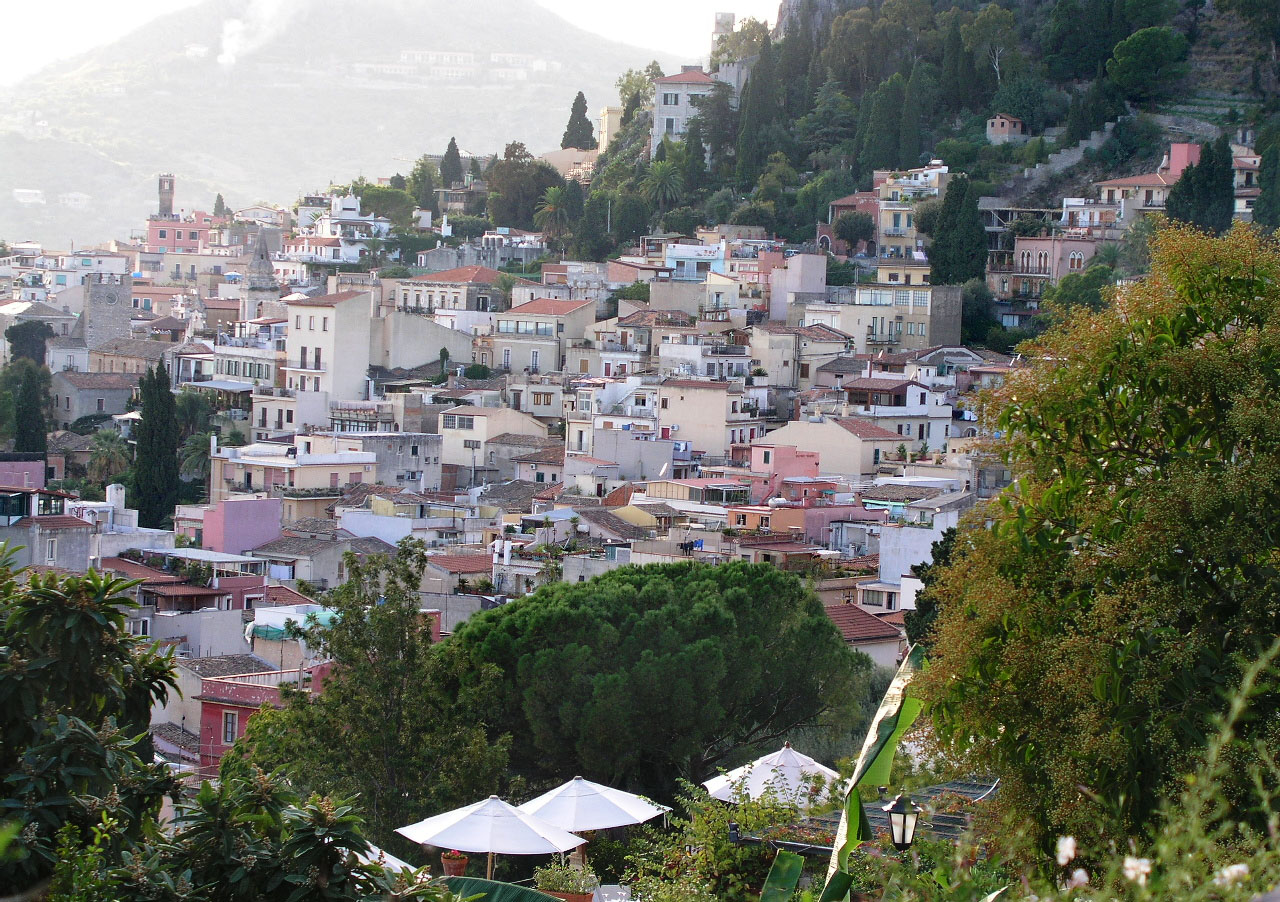
Panorama.
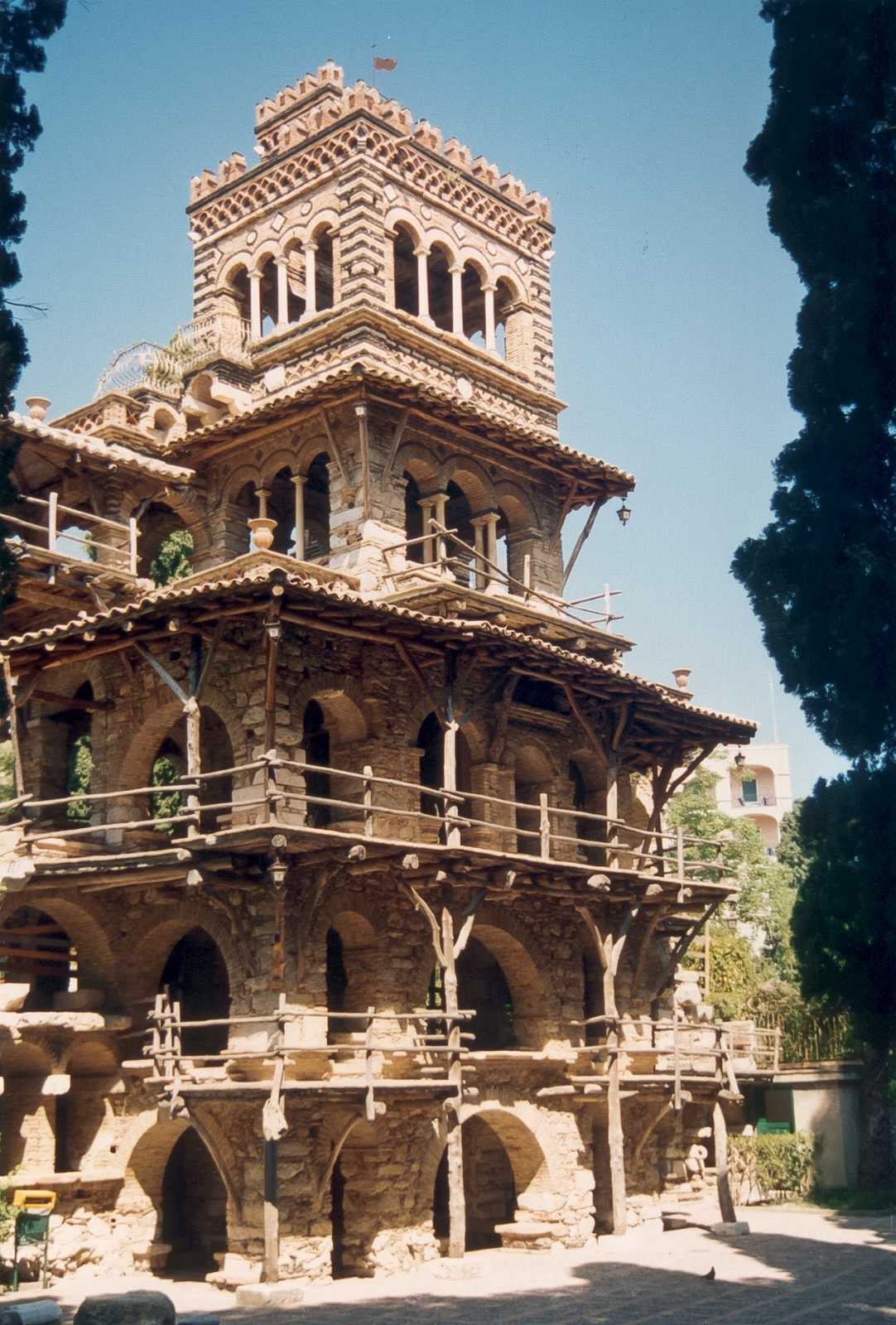
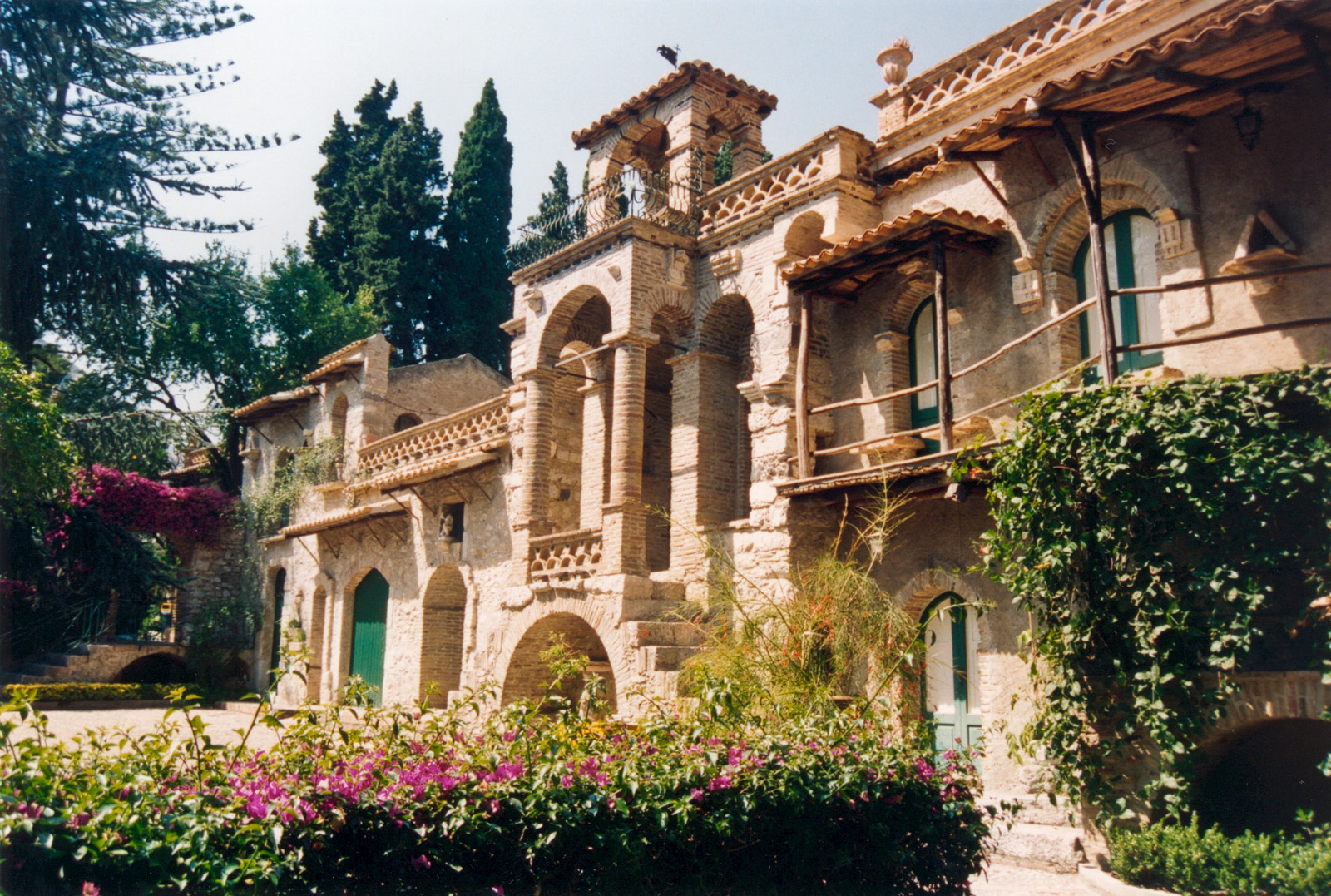
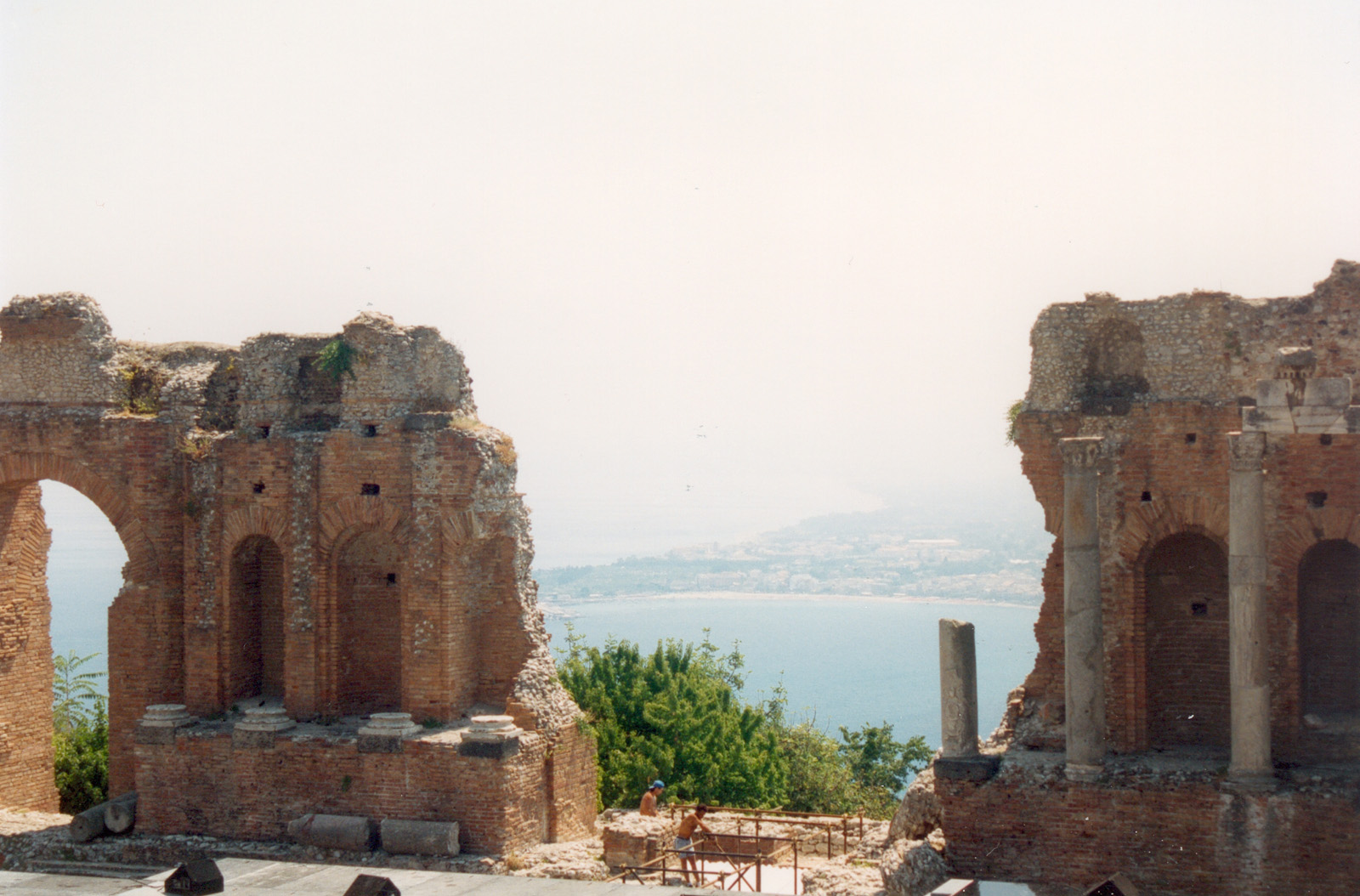
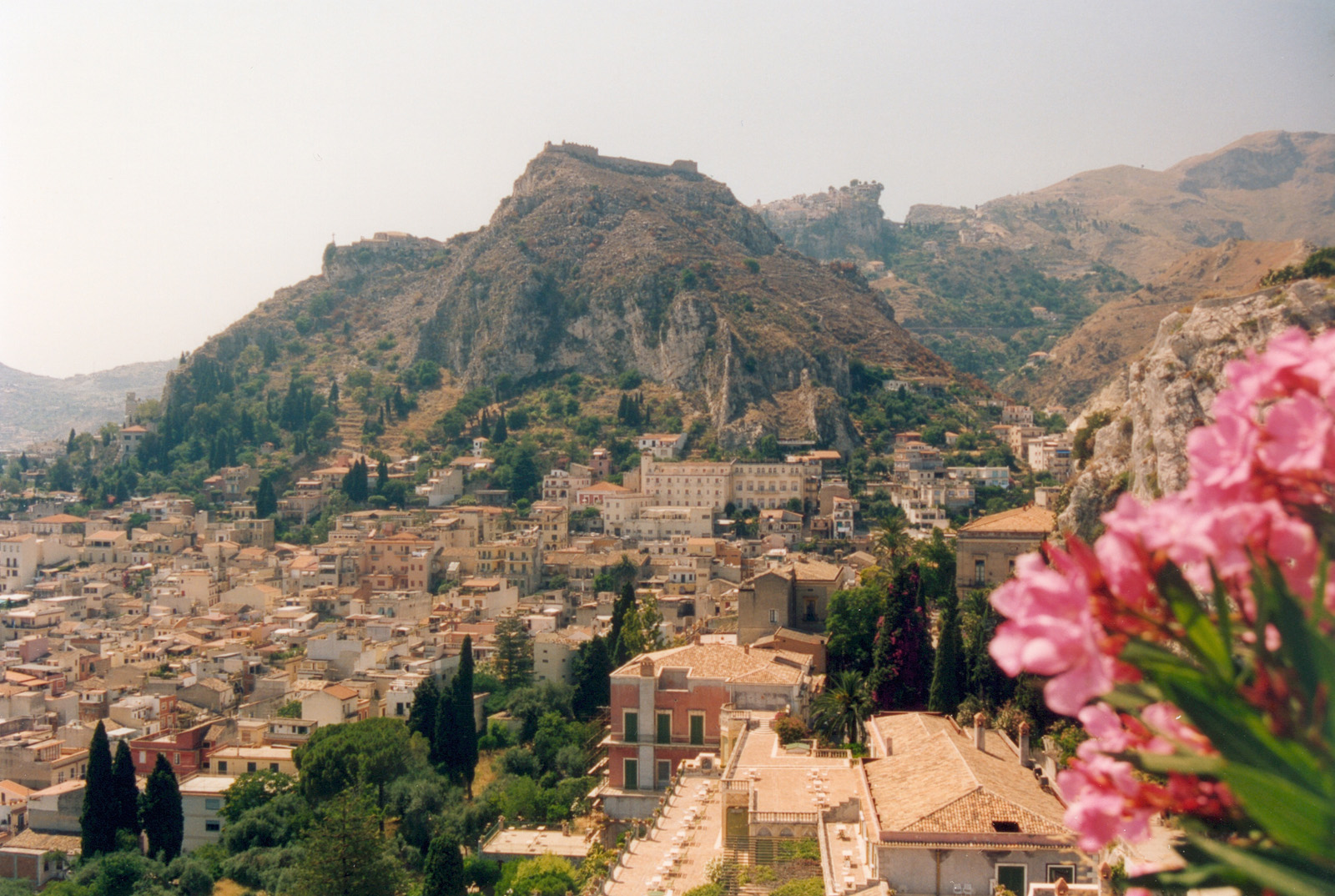
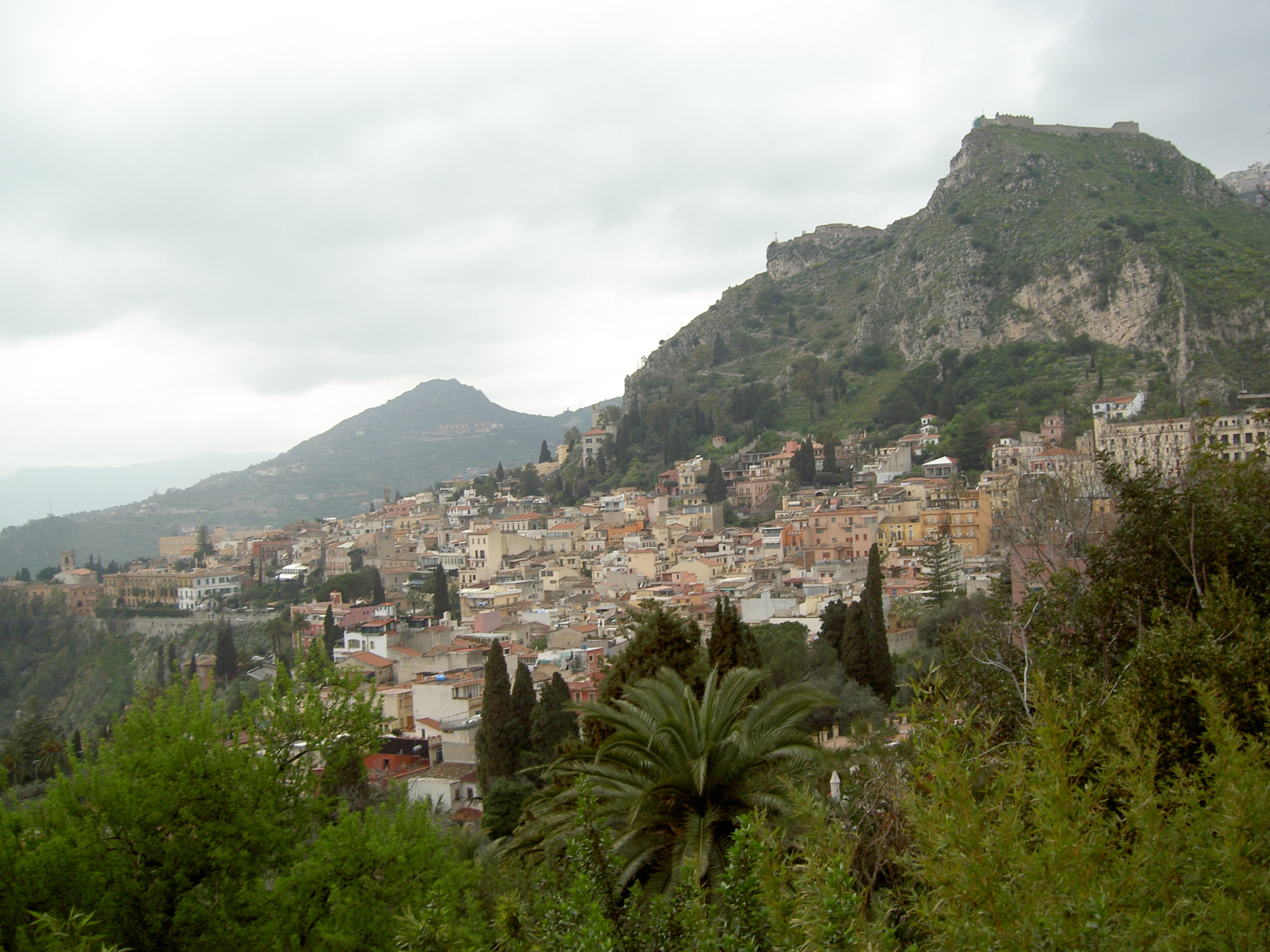
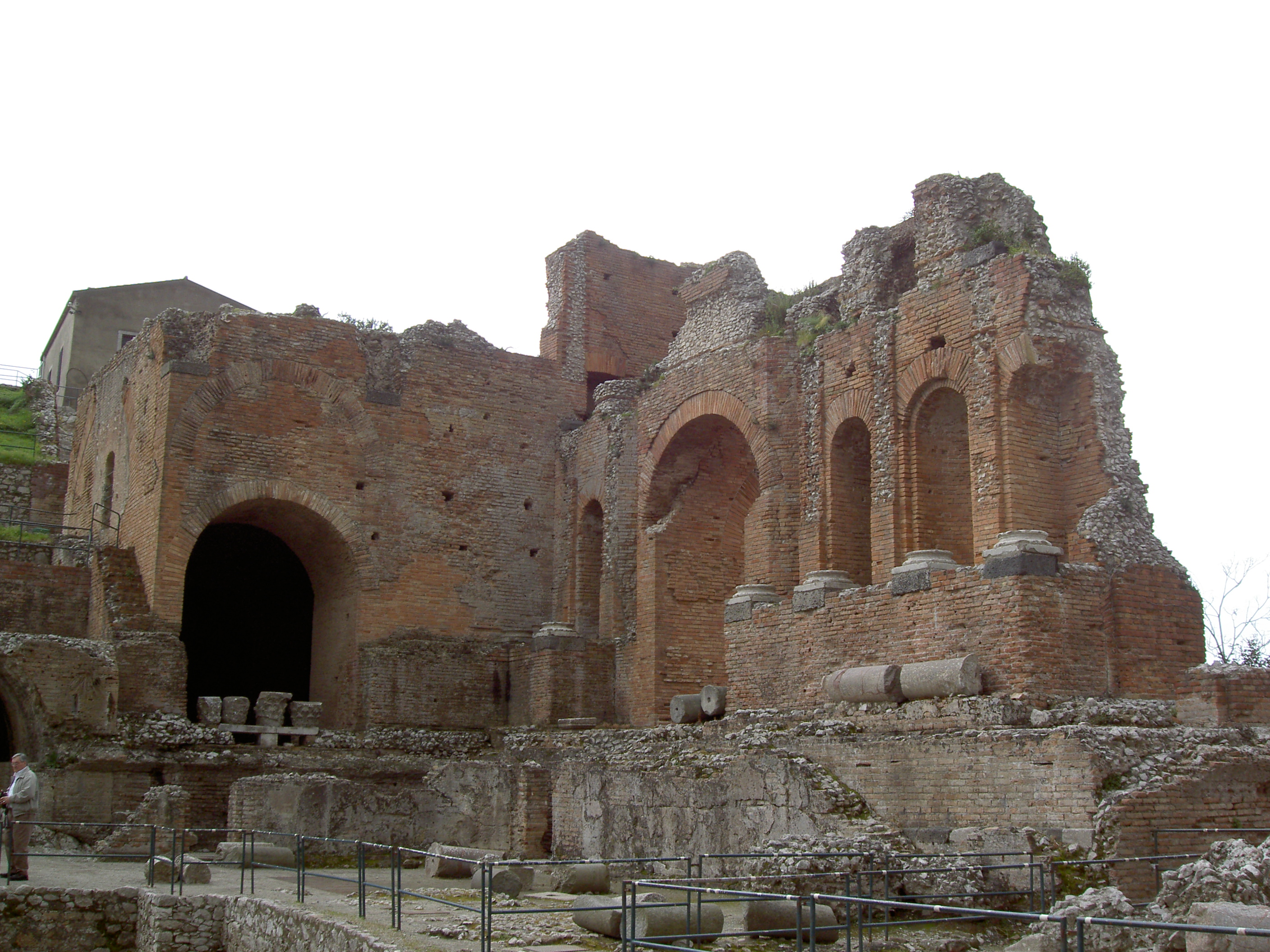
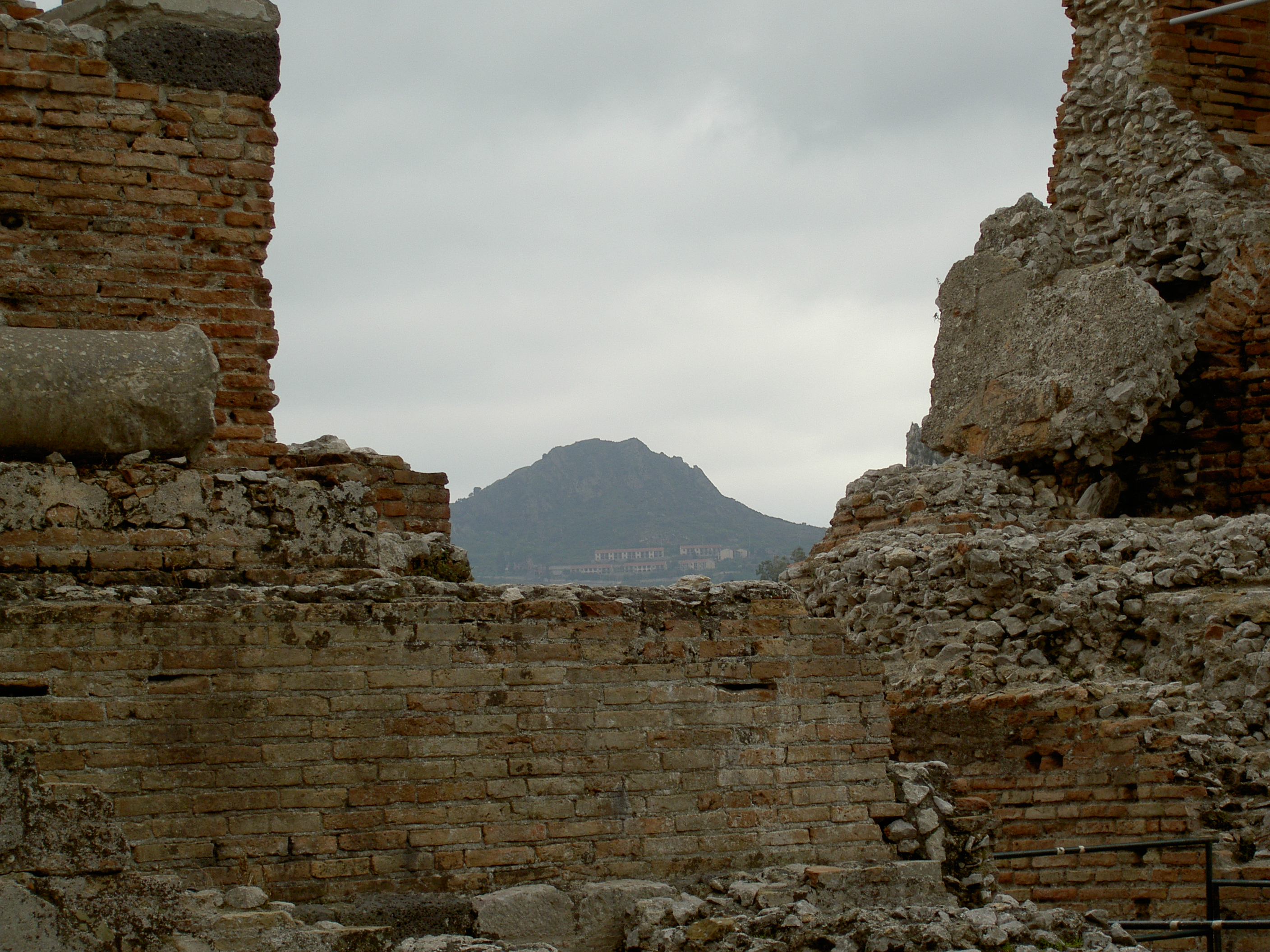
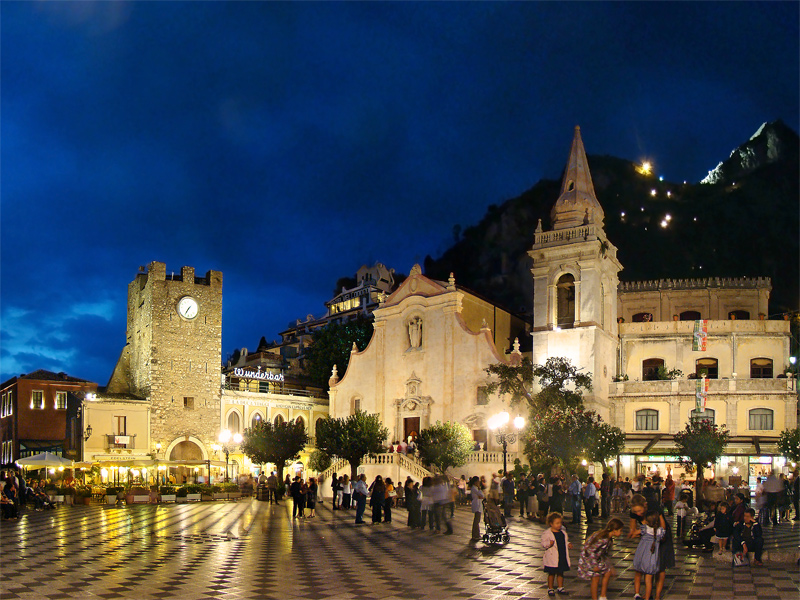
Piazza IX Aprile.
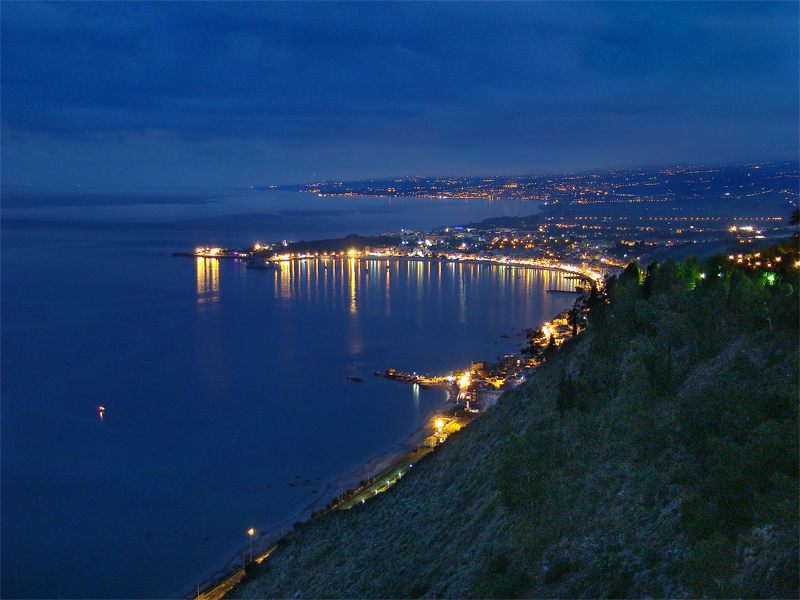
La côte au crépuscule.
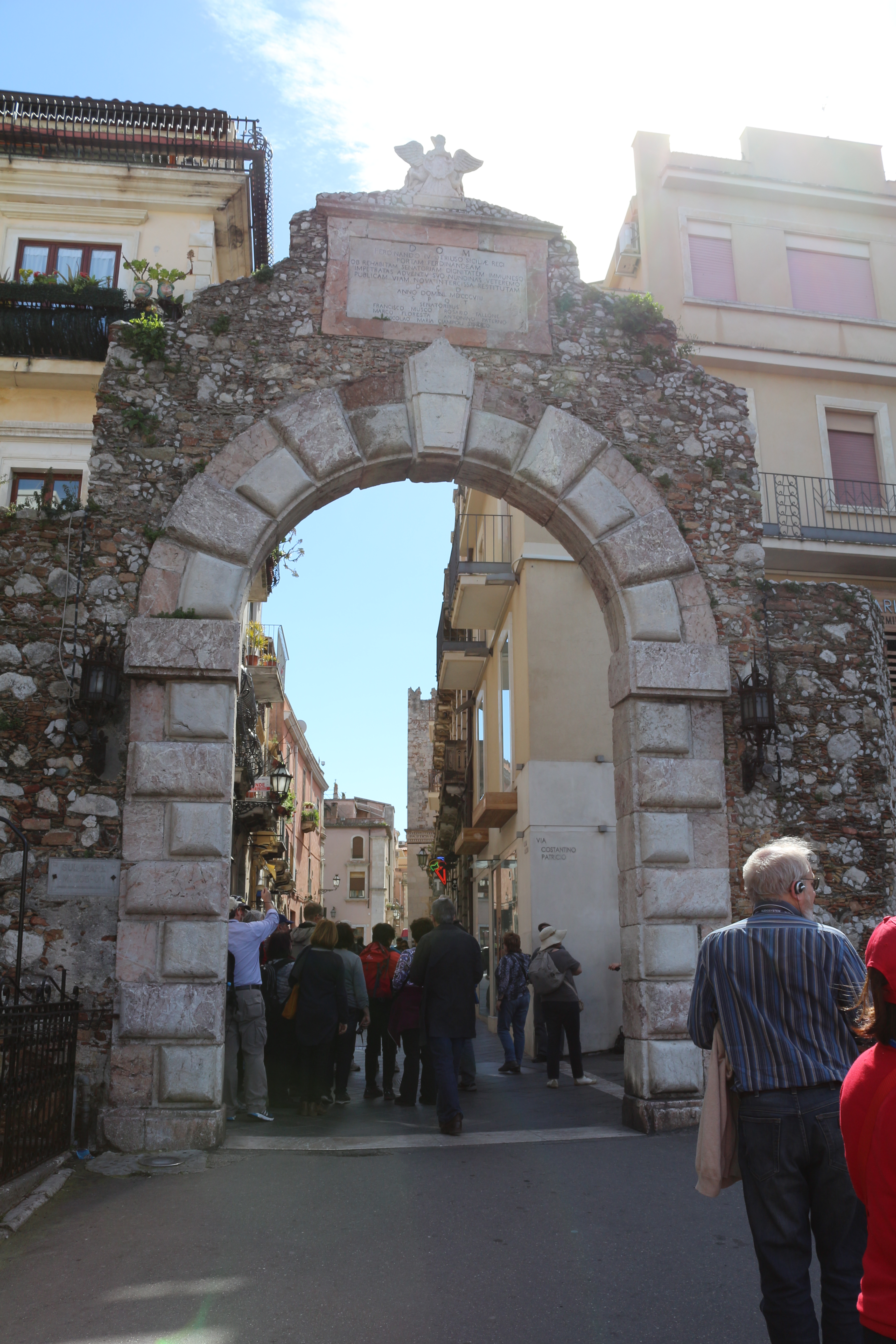

## Climat
| Mois                              | jan. | fév. | mars | avril | mai | juin | jui. | août | sep. | oct. | nov. | déc. |
| --------------------------------- | ---- | ---- | ---- | ----- | --- | ---- | ---- | ---- | ---- | ---- | ---- | ---- |
| Température minimale moyenne (°C) | 5    | 5    | 7    | 8     | 12  | 16   | 19   | 19   | 17   | 14   | 10   | 7    |
| Température maximale moyenne (°C) | 16   | 16   | 18   | 20    | 24  | 28   | 32   | 32   | 29   | 25   | 20   | 17   |
| Précipitations (mm)               | 75   | 53   | 46   | 35    | 19  | 6    | 5    | 9    | 45   | 106  | 62   | 86   |
| Humidité relative (%)             | 73   | 71   | 70   | 70    | 68  | 65   | 64   | 67   | 68   | 72   | 75   | 76   |